# Énergie en Inde
Le secteur de l'énergie en Inde figure parmi les grands, l'Inde étant le premier pays au monde par sa population : 1,45 milliard d'habitants en 2024. L'Inde se classe au troisième rang mondial pour la consommation d'énergie (6,5 %) après la Chine (27,0 %) et les États-Unis (15,5 %). Cependant, sa consommation par habitant est encore très faible en 2024 : 37 % de la moyenne mondiale, 24 % de celle de la Chine et 20 % de celle de la France.
Les ressources énergétiques fossiles de l'Inde ne sont guère à la mesure de sa population, hormis ses réserves de charbon, qui sont en 2022 au 3e rang mondial, avec 15,7 % du total mondial ; celles de pétrole ne représentent que 0,23 % du total mondial, et celles de gaz naturel 0,3 %.
L'Inde est en 2024 le 2e producteur mondial de charbon avec 9,9 % du total mondial, derrière la Chine (51,8 %) et devant l'Indonésie (9,3 %), mais cette production ne couvre que 79 % de sa consommation. Sa production de pétrole ne couvre que 13 % de sa consommation, et celle de gaz naturel 46 %. Ses importations sont donc massives : elle se classe au 2e rang mondial pour ses importations de charbon avec 14,7 % des importations mondiales et au 2e rang mondial des importateurs nets de pétrole brut (11,1 %) ; ses importations de gaz naturel représentent 4,3 % du total mondial.
L'Inde dispose d'un potentiel important dans les énergies renouvelables, qui en 2022 couvraient 23,9 % de la consommation d'énergie primaire (surtout biomasse : 20,7 %) et assuraient 22,0 % de sa production d'électricité.
L'électricité représentait en 2022 seulement 17,9 % de la consommation finale d'énergie du pays, qui est cependant le 3e producteur mondial d'électricité (6,5 % du total mondial). Cette production est en 2024 de source fossile pour 77,7 % (surtout charbon : 74,8 %) ; le nucléaire y contribue pour 2,7 % et les énergies renouvelables pour 19,6 % (hydroélectricité : 7,7 %, solaire : 6,7 %, éolien : 4,0 %, biomasse : 1,1 %).
Le pays était en 2024 le 8e producteur mondial d'électricité nucléaire avec 1,9 % du total mondial. Elle dispose de 21 réacteurs en fonctionnement dans 8 centrales, 4 réacteurs à l'arrêt et 6 en construction.
L'Inde était en 2022 au troisième rang mondial pour les émissions de gaz à effet de serre liées à l'énergie, dont 68,8 % dues au charbon, avec 7,2 % des émissions mondiales, loin derrière la Chine (29,7 %) et les États-Unis (13,3 %) ; sa part en 2024 est estimée à 8,3 %. Néanmoins, ses émissions de CO2 par habitant étaient en 2022 inférieures de 59 % à la moyenne mondiale, de 57 % aux émissions de la France, de 76 % à celles de la Chine et de 87 % à celle des États-Unis.

## Vue d'ensemble
| Principaux indicateurs de l'énergie en Inde                                     | Principaux indicateurs de l'énergie en Inde | Principaux indicateurs de l'énergie en Inde | Principaux indicateurs de l'énergie en Inde | Principaux indicateurs de l'énergie en Inde | Principaux indicateurs de l'énergie en Inde | Principaux indicateurs de l'énergie en Inde |
| ------------------------------------------------------------------------------- | ------------------------------------------- | ------------------------------------------- | ------------------------------------------- | ------------------------------------------- | ------------------------------------------- | ------------------------------------------- |
|                                                                                 | Population                                  | Consom. énergie primaire                    | Production                                  | Import. nette                               | Consom. électricité                         | Émissions de GES*                           |
| Année                                                                           | Million                                     | PJ                                          | PJ                                          | PJ                                          | TWh                                         | Mt CO2éq                                    |
| 1990                                                                            | 870                                         | 11 730                                      | 10 673                                      | 1 325                                       | 234,6                                       | 689                                         |
| 2000                                                                            | 1 053                                       | 17 496                                      | 13 721                                      | 3 828                                       | 416                                         | 1 052                                       |
| 2010                                                                            | 1 231                                       | 27 935                                      | 19 687                                      | 8 572                                       | 791                                         | 1 760                                       |
| 2011                                                                            | 1 247                                       | 29 051                                      | 20 167                                      | 9 082                                       | 869                                         | 1 864                                       |
| 2012                                                                            | 1 263                                       | 30 665                                      | 20 521                                      | 10 107                                      | 917                                         | 2 006                                       |
| 2013                                                                            | 1 279                                       | 31 524                                      | 20 775                                      | 10 823                                      | 973                                         | 2 060                                       |
| 2014                                                                            | 1 294                                       | 33 657                                      | 21 545                                      | 12 364                                      | 1 066                                       | 2 235                                       |
| 2015                                                                            | 1 309                                       | 34 485                                      | 22 055                                      | 12 810                                      | 1 131                                       | 2 271                                       |
| 2016                                                                            | 1 324                                       | 35 176                                      | 22 584                                      | 13 115                                      | 1 216                                       | 2 294                                       |
| 2017                                                                            | 1 339                                       | 36 951                                      | 23 051                                      | 13 849                                      | 1 269                                       | 2 407                                       |
| 2018                                                                            | 1 353                                       | 38 649                                      | 24 132                                      | 14 577                                      | 1 336                                       | 2 519                                       |
| 2019                                                                            | 1 366                                       | 38 707                                      | 24 177                                      | 15 202                                      | 1 375                                       | 2 507                                       |
| 2020                                                                            | 1 400                                       | 36 695                                      | 23 783                                      | 13 845                                      | 1 264                                       | 2 324                                       |
| 2021                                                                            | 1 410                                       | 39 983                                      | 25 491                                      | 13 894                                      | 1 364                                       | 2 547                                       |
| 2022                                                                            | 1 420                                       | 42 506                                      | 27 810                                      | 15 204                                      | 1 532                                       | 2 748                                       |
| variation 1990- 2022                                                            | +63 %                                       | +262 %                                      | +161 %                                      | +1047 %                                     | +553 %                                      | +299 %                                      |
| tma** 1990- 2022                                                                | +1,5 %                                      | +4,1 %                                      | +3,0 %                                      | +7,9 %                                      | +6,0 %                                      | +4,4 %                                      |
| * émissions de gaz à effet de serre liées à l'énergie. ** tma=taux moyen annuel |                                             |                                             |                                             |                                             |                                             |                                             |

## Comparaisons internationales
L'Agence internationale de l'énergie et l'Energy Institute classent l'Inde parmi les tout premiers pays au monde pour la plupart des indicateurs :
| Source d'énergie | indicateur               | rang | année    | quantité | unité | % monde | commentaires |
| Pétrole brut | Importation nette        | 2e   | 2024     | 238,5    | Mt    | 11,1 %  | 1er : Chine (553,2 Mt, 25,6 %), 3e : États-Unis (6,1 %)                                                                             |
| Produits pétroliers | Capacité de raffinage    | 4e   | 2024     | 5,17     | Mbl/j | 4,9 %   | 1er : Chine (17,7 %), 2e : États-Unis (17,6 %), 3e : Russie (6,5 %)                                                                 |
| Produits pétroliers | Production               | 4e   | 2024     | 5,32     | Mbl/j | 6,4 %   | 1er : États-Unis (19,6 %), 2e : Chine (17,6 %), 3e : Russie (6,6 %)                                                                 |
| Produits pétroliers | Exportation nette        | 6e   | 2024     | 32,6     | Mt    | 2,6 %   | 1er : États-Unis (15,5 %), 2e : Russie (8,2 %), 3e : Émirats arabes unis (5,1 %), 4e : Arabie saoudite (3,7 %)                      |
| Charbon | Réserves (hors lignite)  | 3e   | 2023     | 122,3    | Gt    | 15,7 %  | 1er : États-Unis (28 %), 2e : Chine (18,8 %)                                                                                        |
| Charbon | Production               | 2e   | 2024     | 18,05    | EJ    | 9,9 %   | 1er : Chine (51,8 %), 3e : Indonésie (9,3 %), 4e : États-Unis (5,8 %)                                                               |
| Charbon | Importation nette        | 2e   | 2024     | 5,30     | EJ    | 14,7 %  | 1er : Chine (31,3 %), 3e : Japon (12,1 %)                                                                                           |
| Électricité | Production               | 3e   | 2024     | 2 030,2  | TWh   | 6,5 %   | 1er : Chine (32,4 %), 2e : États-Unis (14,8 %)                                                                                      |
| Prod.élec.par sources**                                                                                                | Charbon/lignite          | 2e   | 2024     | 1 517,9  | TWh   | 14,3 %  | 1er : Chine (54,9 %), 3e : États-Unis (6,7 %)                                                                                       |
| Prod.élec.par sources**                                                                                                | Renouvelables hors hydro | 4e   | 2024     | 240,5    | TWh   | 4,4 %   | 1er : Chine (37,8 %), 2e : États-Unis (15,3 %), 3e : Allemagne (4,8 %)                                                              |
| Hydroélectricité | Production               | 6e   | 2023     | 156,5    | TWh   | 3,5 %   | 1er : Chine (30,4 %), 2e : Brésil (9,3 %), 3e : Canada (7,7 %), 4e : États-Unis (5,4 %), 5e : Russie (4,7 %)                        |
| Hydroélectricité | Puissance installée      | 6e   | 2024     | 52,07    | GW    | 3,6 %   | 1er : Chine (30,2 %), 2e : Brésil (7,6 %), 3e : États-Unis (7,1 %)                                                                  |
| Hydroélectricité | % hydro/élec*            | 26e  | 2024     | 7,7      | %     |         | 1er : Norvège (88,3 %) |
| Nucléaire | Production               | 8e   | 2024     | 54,7     | TWh   | 1,9 %   | 1er : États-Unis (29,2 %), 2e : Chine (16,0 %), 3e : France (13,5 %), 4e : Russie (7,7 %)                                           |
| Nucléaire | Puissance installée      | 9e   | 2024     | 7,55     | GW    | 2,0 %   | 1er : États-Unis (25,8 %), 2e : France (16,7 %), 3e : Chine (14,7 %)                                                                |
| Nucléaire | % nucléaire/élec*        | 28e  | 2024     | 3,3      | %     |         | 1er : France (67,3 %), 2e : Slovaquie (60,6 %) ; États-Unis : 18,2 %, Russie : 17,8 %, Chine : 4,7 %                                |
| Énergie éolienne | Production               | 5e   | 2024     | 81,5     | TWh   | 3,2 %   | 1er : Chine (39,7 %), 2e : États-Unis (18,2 %), 3e : Allemagne (5,5 %), 4e : Brésil (4,3 %)                                         |
| Énergie éolienne | Puissance installée      | 4e   | 2024     | 48,16    | GW    | 4,2 %   | 1er : Chine (46,0 %), 2e : États-Unis (13,5 %), 3e : Allemagne (6,4 %)                                                              |
| Solaire PV | Production élec.         | 3e   | 2024     | 136,8    | TWh   | 6,5 %   | 1er : Chine (39,7 %), 2e : États-Unis (14,5 %)                                                                                      |
| Solaire PV | Puissance installée      | 3e   | 2024     | 97,04    | GW    | 5,2 %   | 1er : Chine (47,7 %), 2e : États-Unis (9,5 %), 4e : Japon (4,9 %), 5e : Allemagne (4,8 %)                                           |
| Solaire PV | % solaire PV/élec*       | 24e  | fin 2024 | 9,5      | %     |         | 1er : Grèce (27,9 %), 2e : Pays-Bas (25,5 %), 3e : Espagne (24,0 %)                                                                 |
| Solaire thermodynamique                                                                                                | Puissance installée      | 7e   | 2024     | 343      | MW    | 5,0 %   | 1er : Espagne (33,5 %), 2e : États-Unis (21,5 %), 3e : Émirats arabes unis (8,7 %), 4e : Chine (8,3 %)                              |
| Biomasse | Production élec.         | 5e   | 2022     | 39,02    | TWh   | 6,1 %   | 1er : Chine (181,8 TWh, 28,3 %), 2e : Brésil (55,0 TWh, 8,6 %), 3e : États-Unis (50,4 TWh, 7,9 %), 4e : Allemagne (42,6 TWh, 6,6 %) |
| * % nucléaire (ou hydro, ou éolien ou solaire)/total production d'électricité ** production d'électricité par sources. |                          |      |          |          |       |         | |

L'Inde est en 2024 le pays le plus peuplé au monde : 1,45 milliards d'habitants, devant la Chine : 1,41 milliards d'habitants.

## Production d'énergie primaire
Le graphique qui aurait dû être présenté ici ne peut pas être affiché car il utilise l'ancienne extension Graph, désactivée pour des questions de sécurité. Des indications pour créer un nouveau graphique avec la nouvelle extension Chart sont disponibles ici.

L'Inde a produit en 2022 un total de 27 810 PJ d'énergie primaire, dont 52,4 % de charbon, 31,7 % de biomasse et déchets, 5,0 % de pétrole, 4,2 % de gaz naturel, 2,6 % d'éolien et solaire, 2,2 % d'hydroélectricité et 1,8 % de nucléaire.
La part du charbon n'a cessé de progresser depuis 32 ans, passant de 36,6 % en 1990 à 52,4 % en 2022, malgré les taux de croissance plus rapide du nucléaire et des énergies nouvelles ; les filières principales (biomasse et pétrole) ont en effet progressé beaucoup moins vite que le charbon :
| Filière                                                 | 1990   | %    | 2000   | %    | 2010   | %    | 2020   | %    | 2022   | % 2022 | var.2022 /1990 |
| Charbon                                                 | 3 908  | 36,6 | 5 470  | 39,9 | 8 913  | 45,3 | 11 555 | 48,6 | 14 565 | 52,4 % | +273 %         |
| Pétrole                                                 | 1 479  | 13,9 | 1 559  | 11,4 | 1 806  | 9,2  | 1 486  | 6,2  | 1 401  | 5,0 %  | -5 %           |
| Gaz naturel                                             | 443    | 4,1  | 966    | 7,0  | 1 799  | 9,1  | 975    | 4,1  | 1 182  | 4,2 %  | +167 %         |
| Total fossiles                                          | 5 830  | 54,6 | 7 995  | 58,3 | 12 518 | 63,6 | 14 016 | 58,9 | 17 148 | 61,7 % | +194 %         |
| Nucléaire                                               | 67     | 0,6  | 184    | 1,3  | 287    | 1,5  | 469    | 2,0  | 500    | 1,8 %  | +647 %         |
| Hydraulique                                             | 258    | 2,4  | 268    | 2,0  | 450    | 2,3  | 579    | 2,4  | 625    | 2,4 %  | +142 %         |
| Biomasse-déchets                                        | 4 518  | 42,3 | 5 266  | 38,4 | 6 306  | 32,1 | 8 201  | 34,5 | 8 802  | 31,7 % | +95 %          |
| Solaire-éolien                                          | 0,4    | ns   | 8      | 0,1  | 83     | 0,4  | 518    | 2,2  | 734    | 2,6 %  | x1684          |
| Total renouvelables                                     | 4 776  | 44,8 | 5 543  | 40,4 | 6 839  | 34,8 | 9 297  | 39,1 | 10 162 | 36,5 % | +113 %         |
| Total                                                   | 10 673 | 100  | 13 721 | 100  | 19 643 | 100  | 23 783 | 100  | 27 810 | 100 %  | +161 %         |
| Source des données : Agence internationale de l'énergie |        |      |        |      |        |      |        |      |        |        |                |

### Charbon

#### Histoire

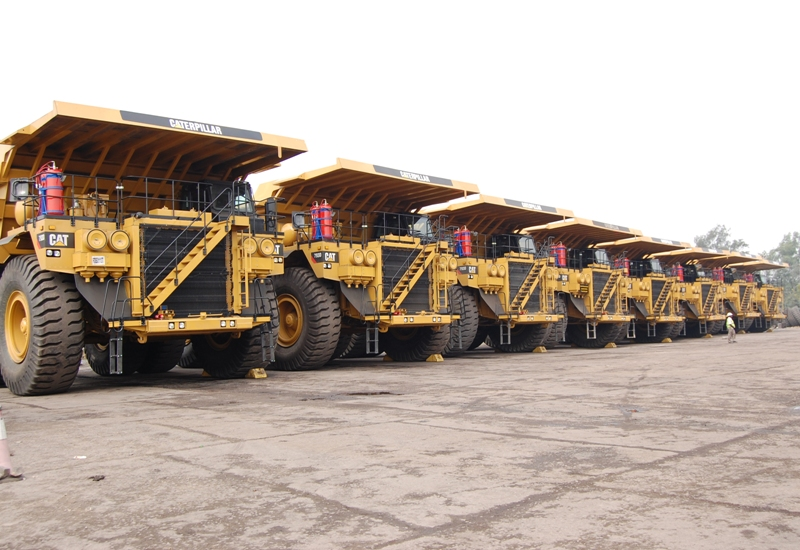
« Dumpers » de la mine de charbon de Gevra.

L'exploitation du charbon en Inde a commencé en 1774 sur les rives de la rivière Damodar. Mais elle n'a pris son élan qu'avec l'apparition du chemin de fer en 1853, qui lui permit en quelques années de franchir le seuil du million de tonnes par an ; en 1900, elle dépassait déjà 6 Mt, et en 1920 : 18 Mt. Après un creux pendant la grande crise des années 1930, la production reprit son essor et atteignit 30 Mt en 1946.
L'indépendance amena les plans quinquennaux et la National Coal Development Corporation (NCDC) créée par le gouvernement en 1956 à partir des charbonnages des compagnies ferroviaires, ainsi que la Singareni Collieries Company Ltd. (SCCL), nationalisée en 1956 également par le gouvernement d'Andhra Pradesh ; la propriété de la SCCL a été ultérieurement partagée avec le gouvernement central. En 1971, les mines de charbon à coke furent nationalisées et regroupées dans la société Bharat Coking Coal Limited (BCCL), puis en 1973 les autres mines de charbon le furent également, sauf celles des sidérurgistes Tata et Indian Iron & Steel.

#### Réserves de charbon
Les réserves prouvées récupérables de charbon de l'Inde étaient estimées par l'Agence fédérale allemande pour les sciences de la Terre et les matières premières (BGR) à 122,3 Gt (milliards de tonnes) fin 2022, soit 15,7 % des réserves mondiales, au 3e rang mondial derrière les États-Unis (28 %) et la Chine (18,8 %), et celles de lignite) à 5,5 Gt, soit 1,7 % des réserves mondiales, au 10e rang mondial. Au total, ces réserves atteignent 3 107 EJ, soit 13,5 % des réserves mondiales, au 3e rang derrière les États-Unis (25,0 %) et la Chine (16,3 %) et devant la Russie (12,2 %) et l'Australie (11,8 %). Elles représentent 172 ans de production au rythme de 2024 : 18,05 EJ. BGR estime les ressources supplémentaires identifiées, mais dont l'exploitation n'est pas techniquement ou économiquement justifiée, à 174 Gt de charbon et 39 Gt de lignite.
Les principaux gisements de charbon sont situées dans l'est, depuis l'État d'Andhra Pradesh, au bord de l'Océan Indien, jusqu'à l'Arunachal Pradesh au nord-est ; les États orientaux de Chhattisgarh, Jharkhand, Orissa et Bengale-Occidental à eux quatre recèlent 77 % des réserves : le lignite se trouve au sud, dans le Tamil Nadu, où il est exploité (32 Mt/an en 2013) pour la production d'électricité ; les charbons indiens ont en général un taux élevé de cendres et un bas pouvoir calorifique, ce qui explique la faiblesse des exportations (seulement vers les pays voisins : Bangladesh, Népal et Bhoutan) et l'importance des importations, principalement d'Australie, de Chine, d'Indonésie et d'Afrique du Sud.

#### Production de charbon
En 2024, selon l'Energy Institute, la production de charbon de l'Inde atteignait 18,05 EJ (exajoules), au 2e rang mondial avec 9,9 % du total mondial, derrière la Chine (51,8 %), et devant l'Indonésie (9,3 %), l'Australie (6,5 %) et les États-Unis (5,8 %) ; elle a progressé de 7 % en 2024 et de 60 % entre 2014 et 2024.
Selon l'AIE, la production de charbon de l'Inde s'élevait à 14 565 PJ en 2022, soit 52,4 % de l'énergie primaire produite dans le pays.

#### Consommation de charbon
La consommation de charbon en Inde s'est établie en 2024 à 22,97 EJ, en hausse de 3,7 % par rapport à 2023 et de 45 % depuis 2014, soit 13,9 % du total mondial, au 2e rang mondial, loin derrière la Chine (55,9 %), mais devançant les États-Unis (4,8 %) depuis 2015. La production de charbon du pays couvre seulement 79 % de sa consommation.

#### Importation de charbon
En 2024, l'Inde a importé 5,30 EJ de charbon, se classant au 2e rang mondial des importateurs avec 14,7 % des importations mondiales, derrière la Chine (31,3 %) et devant le Japon (12,1 %), soit plus que l'Europe (8,3 %). Les importations indiennes ont reculé de 1,3 % en 2024 et progressé de 14 % depuis 2014.

#### Bilan énergétique charbon
Le bilan énergétique du charbon indien est décrit par les données de l'Agence internationale de l'énergie :
| Bilan énergétique charbon 2022      |                                     |                                     |                              |                            |                            |
| Ressources                          | PJ                                  | %                                   | Emplois                      | PJ                         | %                          |
| Production d’énergie primaire       | 14 565                              | 74,7 %                              | Consommation branche énergie | 14 666                     | 75,2 %                     |
| Importations                        | 5 198                               | 26,7 %                              | Consommation finale          | 4 701                      | 24,1 %                     |
| Exportations                        | -19                                 | -0,1 %                              | Écarts statistiques          | 133                        | 0,7 %                      |
| Variation des stocks                | -244                                | -1,3 %                              |                              |                            |                            |
| Total ressources                    | 19 500                              | 100 %                               | Total emplois                | 19 500                     | 100 %                      |
| Détail consommation branche énergie | Détail consommation branche énergie | Détail consommation branche énergie | Détail consommation finale   | Détail consommation finale | Détail consommation finale |
| Production d'électricité            | 13 612                              | 92,8 %                              | Industrie                    | 4 240                      | 90,2 %                     |
| Transformation du charbon           | 968                                 | 6,6 %                               | Résidentiel                  | 122                        | 2,6 %                      |
| Usage propre branche énergie        | 85                                  | 0,6 %                               | Tertiaire                    | 229                        | 4,9 %                      |
|                                     |                                     |                                     | Non spécifié                 | 110                        | 2,3 %                      |

Le graphique qui aurait dû être présenté ici ne peut pas être affiché car il utilise l'ancienne extension Graph, désactivée pour des questions de sécurité. Des indications pour créer un nouveau graphique avec la nouvelle extension Chart sont disponibles ici.

Production, importation et consommation de charbon de l'Inde, 1990-2019
Source : Agence internationale de l'énergie
En résumé, l'Inde importe 26,7 % de son charbon et l'utilise à 69,8 % pour la production d'électricité et 24,1 % pour les usages directs, dont 90,2 % dans l'industrie.
Voici l'évolution depuis 1990 :
| PJ                  | 1990  | 2000  | 2010   | 2015   | 2016   | 2017   | 2018   | 2019   | 2020   | 2021   | 2022   | % 2022 |
| Production          | 3 908 | 5 470 | 8 913  | 11 035 | 11 224 | 11 229 | 12 039 | 11 990 | 11 555 | 12 675 | 14 565 | 74,7 % |
| Importations nettes | 175   | 595   | 2 903  | 4 877  | 4 554  | 4 978  | 5 317  | 5 454  | 4 940  | 4 720  | 5 179  | 26,6 % |
| Consommation        | 3 881 | 6 110 | 11 682 | 15 781 | 15 544 | 16 496 | 17 460 | 17 034 | 16 034 | 18 084 | 19 500 | 100 %  |

### Pétrole

#### Réserves de pétrole
Les réserves prouvées de pétrole de l'Inde étaient estimées par BGR à 595 Mt (millions de tonnes) fin 2022, soit 0,23 % du total mondial. Elles représentaient 18 années de production au rythme de 2022. Elles ont baissé de 51 % depuis 2010. Les ressources supplémentaires non encore prouvées étaient estimées à 1 840 Mt.
Selon Oil & Gas Journal (OGJ), l'Inde détenait près de 5,7 milliards de barils de réserves prouvées à la fin de 2015, dont un peu plus de la moitié en mer, en progression alors que les réserves à terre chutent. La majeure partie de ces réserves pétrolières sont situées à l'ouest, en particulier dans la zone offshore près de Mumbai et dans la zone onshore du Gujarat ; le bassin Assam-Arakan, au nord-est, contient plus de 22 % des réserves du pays ; l'Inde reste sous-explorée du fait d'investissements insuffisants dans les réserves en eau profonde et d'un environnement réglementaire difficile. La compagnie nationale Oil and Natural Gas Corporation (ONGC) domine le secteur pétrolier en amont grâce au plus grand gisement pétrolier de l'Inde, le champ offshore Mumbai High situé au nord-ouest de Mumbai et à ses gisements satellites ; ce bassin est cependant en déclin, ainsi que ceux d'Assam et du Gujarat. Des projets de redéveloppement ont été engagés pour augmenter la production de Mumbai High ; des découvertes importantes ont été faites récemment dans le bassin de Barmer au Rajasthan, où Cairn India a lancé en 2009 le champ de Mangala, le plus grand gisement terrestre indien, dont la capacité de production est de 150 000 barils/jour ; les champs du Rajasthan, dont Mangala, ont produit au total 177 000 barils/jour en 2015 et pourraient atteindre 300 000 barils dans quelques années. Le gouvernement encourage les compagnies indiennes à acquérir des participations dans des gisements à l'étranger afin de sécuriser les importations ; des compagnies indiennes ont des parts dans des gisements au Soudan, en Russie, au Venezuela, en Azerbaïdjan.

#### Production de pétrole

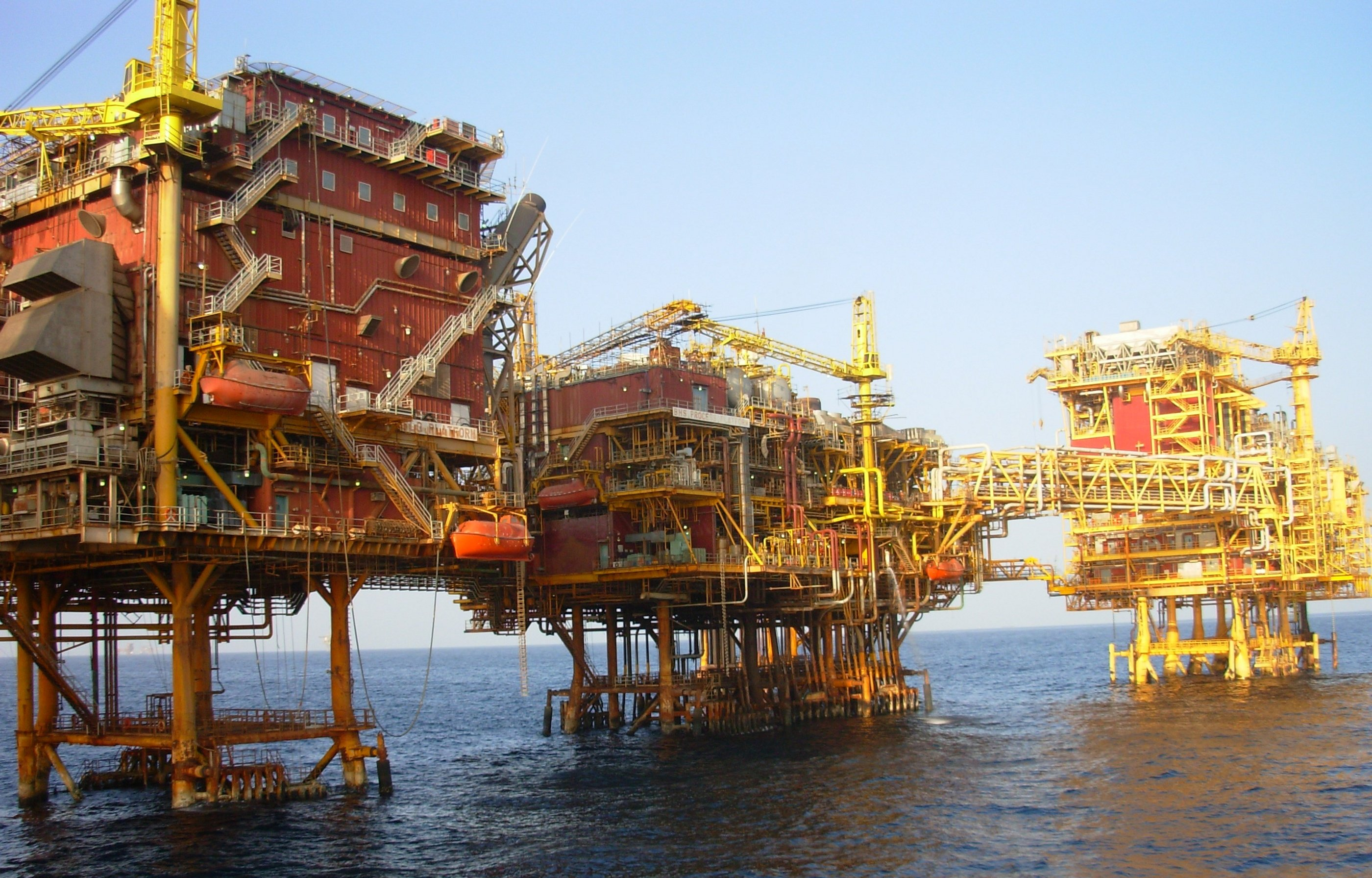
Plateforme d'ONGC à Mumbai High, un des principaux sites de production de pétrole.

En 2024, l'Inde a produit 33 Mt (millions de tonnes) de pétrole, en hausse de 0,7 % en 2024 ; depuis le pic de 42,5 Mt atteint en 2012, cette production a reculé de 22 %. Elle représente seulement 0,7 % de la production mondiale.
La production 2015 provenait à 52 % de l'offshore (Mumbai High), à 23 % du Rajasthan, à 12 % du Gujarat, à 11 % du bassin Assam/Nagaland, à 1 % de l'Andhra Pradesh et 1 % d'autres régions.

#### Consommation de pétrole
En 2024, l'Inde a consommé 10,9 EJ (exajoules) de pétrole, en hausse de 2,8 % en 2024 et de 42 % depuis 2014. Elle se classe au 3e rang mondial avec 5,5 % de la consommation mondiale, derrière les États-Unis (18,0 %) et la Chine (16,5 %), devançant le Japon (3,2 %) depuis 2015. Sa production couvre seulement 13 % de sa consommation.
L'écart entre la consommation et la production s'élargit, et l'EIA prévoit que la demande va s'accélérer du fait du développement des transports et de l'industrie. Afin d'atténuer cette dépendance aux importations, les compagnies nationales pétrolières indiennes ont acheté des participations dans des gisements de pétrole en Amérique du Sud, en Afrique, dans le Sud-est asiatique et dans la région de la mer Caspienne, mais la majeure partie des importations continue à provenir du Moyen-Orient.

#### Importations de pétrole, exportations de produits pétroliers
L'Inde était en 2024 le 3e importateur mondial de pétrole et produits pétroliers : 296,2 Mt, dont 238,6 Mt de brut et 57,6 Mt de produits pétroliers, après la Chine (664,6 Mt) et les États-Unis (417,3 Mt), mais comme les États-Unis exportent 481,6 Mt et l'Inde 90,3 Mt, cette dernière est le 2e importateur net mondial : 205,9 Mt, derrière la Chine (607,0 Mt). Pour le brut seul, l'Inde est le 2e importateur net mondial : 238,5 Mt, et pour les produits pétroliers, elle est 6e exportateur net mondial : 32,6 Mt. Les importations de brut proviennent surtout du Moyen-Orient : 112,2 Mt (47 %), de Russie : 87,5 Mt (37 %), d'Afrique : 15 Mt (6 %), des États-Unis : 7,9 Mt (3,3 %) et d'Amérique latine : 12 Mt (5 %). Les importations de produits pétroliers proviennent surtout du Moyen-Orient : 35 Mt (61 %), des États-Unis : 9,9 Mt (17 %) et de Russie : 5,1 Mt (9 %) : les exportations sont destinées à l'Europe : 27,7 Mt (31 %), à l'Asie 22,1 Mt (24,5 %), au Moyen-Orient : 15,8 Mt (17,5 %) et à l'Afrique : 14,2 Mt (16 %).
La consommation augmente rapidement ; la production progresse moins vite et n'a jamais réussi à satisfaire la demande ; l'Inde est donc obligée d'importer massivement : ses importations nettes totale de pétrole sont passées de 42 % de sa consommation en 1990 à 75 % en 2015, atteignant 3,9 millions de barils par jour de pétrole brut. Les principaux fournisseurs étaient en 2015 l'Arabie saoudite : 20 %, l'Irak : 17 %, le Venezuela : 11 %, le Nigeria : 11 % et l'Iran : 6 %.

#### Raffinage
En 2024, la capacité de raffinage de l'Inde est estimée à 5,17 Mb/j (millions de barils par jour), en hausse de 1,7 % en 2024 et de 20 % depuis 2014, soit 4,9 % du total mondial, au 4e rang mondial, derrière la Chine (17,7 %), les États-Unis (17,6 %) et la Russie (6,5 %). La production des raffineries indiennes atteignait 5,32 Mb/j, en progression de 1,4 % en 2024 et de 19 % depuis 2014. L'Inde se classe au 4e rang mondial avec 6,4 % du raffinage mondial, derrière les États-Unis (19,6 %), la Chine (17,6 %) et la Russie (6,6 %).
Le secteur aval est, comme l'amont, dominé par des entités étatiques, en particulier l'Indian Oil Corporation (IOC) qui gère 9 des 23 raffineries de l'Inde et contrôle les 3/4 du réseau national de transport par oléoducs. Les trois raffineries du secteur privé sont cependant les plus grandes : elles totalisent 37 % de la capacité de raffinage du pays ; Reliance Industries a ouvert en 1999 la première raffinerie privée et a conquis une part de marché considérable dans le secteur pétrolier indien. Le gouvernement a encouragé dès la fin des années 1990 les investissements dans le raffinage, ce qui a permis au pays de devenir exportateur net de produits pétroliers dès 2011. L'Inde disposait à la fin 2016 de 23 raffineries totalisant une capacité de 4,63 millions de barils par jour de brut, soit la 5e capacité de raffinage mondiale. Le complexe de Jamnagar, appartenant à Reliance Industries, est le plus grand complexe de raffinage au monde, avec une capacité de 1,205 million de barils par jour ; il est situé au nord-ouest afin de minimiser les coûts de transport depuis le Moyen-Orient, de même que la raffinerie de Vadinar (402 000 barils par jour) au Gujarat, appartenant à Essar Oil Ltd. L'Inde projette de porter sa capacité de raffinage à 6,3 millions de barils par jour en 2017.

#### Bilan énergétique pétrole
En 2022, l'Inde a produit 1 401 PJ de pétrole brut et en a importé 9 958 PJ, soit 88 % de sa consommation intérieure de 11 331 PJ. Le raffinage de ces deux ressources et l'importation de 1 861 PJ de produits pétroliers a permis d'exporter 2 771 PJ et de consacrer 835 PJ à la consommation propre de l'industrie énergétique et 8 854 PJ à la consommation finale de ces produits, dont 49,2 % dans les transports, 12,9 % dans l'industrie, 14,9 % dans le secteur résidentiel, 5,3 % dans l'agriculture, 1,3 % dans le secteur tertiaire et 13,8 % dans les usages non énergétiques (chimie).
Le graphique qui aurait dû être présenté ici ne peut pas être affiché car il utilise l'ancienne extension Graph, désactivée pour des questions de sécurité. Des indications pour créer un nouveau graphique avec la nouvelle extension Chart sont disponibles ici.

Production, importation et consommation de pétrole brut de l'Inde
Source : Agence internationale de l'énergie
Voici l'évolution depuis 1990 :
| Mtep         | 1990  | 2000  | 2010  | 2015   | 2016   | 2017   | 2018   | 2019   | 2020  | 2021   | 2022   | % 2022 |
| Production   | 1 479 | 1 559 | 1 806 | 1 753  | 1 725  | 1 725  | 1 676  | 1 581  | 1 486 | 1 445  | 1 401  | 12,4 % |
| Importations | 886   | 3 171 | 7 000 | 8 680  | 9 154  | 9 432  | 9 692  | 9 711  | 8 406 | 9 088  | 9 958  | 87,9 % |
| Consommation | 2 365 | 4 730 | 8 806 | 10 404 | 10 865 | 11 127 | 11 346 | 11 256 | 9 884 | 10 562 | 11 331 | 100 %  |

#### Organisation du secteur
Les entreprises publiques dominent le secteur pétrolier, malgré un début de dérégulation depuis les années 1990. Les deux principaux acteurs publics sont Oil and Natural Gas Corporation (ONGC), qui assurait 69 % de la production indienne en 2014, et Oil India Limited (OIL). Le rôle du secteur privé s’accroît, avec en particulier Cairn India, filiale du groupe britannique Cairn Energy, principal producteur privé de pétrole, avec des participations importantes dans les gisements du Rajasthan, du Gujarat et du bassin de la Krishna-Godavari basin ; les compagnies indiennes Reliance Industries et Essar Oil sont devenues des raffineurs de premier plan.
Afin d'accroître la production intérieure en encourageant l'exploration, en particulier dans l'offshore profond, le Ministère du Pétrole et du Gaz Naturel a lancé en 1999 la New Exploration Licensing Policy (NELP), qui pour la première fois permettait à des compagnies étrangères de détenir 100 % du capital de sociétés de projet dans ce secteur ; malgré cela, le nombre de champs exploités par des compagnies internationales est encore faible du fait d'une réglementation compliquée.
L'Inde a décidé en 2005 de se doter d'une réserve stratégique de pétrole de 39 millions de barils sur trois sites de stockage près des raffineries de Visakhapatnam, Mangalore et Padur ; l'installation de Visakhapatnam a été mise en service en juin 2015 ; le gouvernement prévoit d'ajouter 91 millions de barils supplémentaires d'ici 2017 et vise un stockage de 90 jours de consommation de pétrole brut d'ici 2020.

### Gaz naturel

#### Réserves de gaz naturel

Pétrole et gaz - Péninsule indienne

Les réserves prouvées de gaz naturel de l'Inde étaient estimées par BGR à 650 Gm3 (milliards de m3) fin 2022, soit 0,3 % du total mondial. Elles représentent 19,5 années de production au rythme de 2022. Elles ont été revues en baisse de 55 % depuis 2010. Les ressources supplémentaires, non encore prouvées, sont estimées à 5 574 Gm3.
Selon Oil & Gas Journal, l'Inde disposait fin 2015 de 53 Tcf de réserves prouvées de gaz naturel, dont environ 34 % à terre et 66 % en mer. En 2002, des gisements importants furent découverts dans le bassin de la Krishna-Godavari, au large de la côte est de l'Inde ; mais la production de plusieurs des champs principaux est en déclin. Les deux principales compagnies pétrolières d'État, ONGC et Oil India Limited (OIL), dominent le secteur amont gazier ; ONGC exploite le champ de Mumbai High qui fournit environ 50 % de la production nationale ; ONGC demeure le principal producteur du pays avec 70 % de la production en 2014, mais le gouvernement encourage l'intervention de compagnies privées indiennes et étrangères dans l'amont : RIL est devenu un acteur majeur grâce à ses découvertes dans le bassin de la Krishna-Godavari ; RIL a noué un partenariat stratégique avec BP qui a une part de 30 % dans 21 des contrats de production de RIL.
L'Inde prévoit de développer, outre ses ressources offshore, celles des gaz non conventionnels ; elle produit déjà un peu de gaz de houille, dont l'exploration a débuté en 2001 et la production en 2007 ; la production de gaz de houille, localisée surtout au Bengale, était en 2014 de 7,4 Bcf (200 millions de m3). Les estimations 2013 de l'EIA sur les ressources mondiales de gaz de schiste attribuent à l'Inde 96 Tcf (environ 2 700 milliards de m3) de réserves techniquement récupérables.

#### Production de gaz naturel

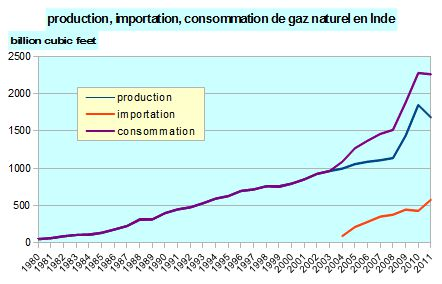
Production, importation et consommation de gaz naturel de l'Inde, 1980-2010
en milliards de pieds cubes
source données : EIA (U.S. Energy Information Administration)

En 2024, l'Inde a produit 32,4 Gm3 (milliards de m³) de gaz naturel, soit 1,16 EJ (exajoules), en hausse de 2,2 % en 2024 et de 9 % depuis 2014 ; elle ne représente que 0,8 % de la production mondiale.

#### Consommation de gaz naturel
En 2024, l'Inde a consommé 70,3 Gm3 de gaz naturel, soit 2,5 EJ (exajoules), en hausse de 7 % en 2024 et de 45 % depuis 2014. Elle représente 1,7 % de la consommation mondiale. Sa production couvre seulement 46 % de sa consommation.
L’Inde s’est fixé comme objectif d’augmenter la part du gaz dans son mix énergétique à 15 % en 2030 contre environ 6 % en 2018.
La consommation s'est accrue de 6 % l'an entre 2000 et 2014, malgré une baisse en 2011 due à des pénuries. La consommation a dépassé la production nationale dès 2004. Elle atteignait environ 1 800 milliards de pieds cubes en 2014, dont 37 % importés sous forme de GNL. La demande provient pour l'essentiel du secteur de la production d'électricité (23 %), de l'industrie des engrais (32 %) et du remplacement du gaz de pétrole liquéfié pour la cuisson et les autres usages résidentiels (14 %) ; le gouvernement encourage ces trois utilisations prioritaires.

#### Bilan énergétique du gaz naturel en Inde
En 2022, l'Inde a produit 1 182 PJ de gaz naturel et en a importé 980 PJ, soit 45,3 % de la consommation intérieure de 2 162 PJ, dont 22,6 % ont été consacrés à la production d'électricité, 8,1 % à la consommation propre du secteur énergétique et 80,7 % à la consommation finale, répartie en 46,2 % d'usages non énergétiques (chimie), 34,4 % d'usages industriels, 9,1 % d'usages dans les transports, 6,2 % dans le tertiaire et 3,7 % dans le résidentiel.
Voici l'évolution depuis 1990 :
| PJ           | 1990 | 2000 | 2010  | 2015  | 2016  | 2017  | 2018  | 2019  | 2020  | 2021  | 2022  | % 2022 |
| Production   | 443  | 966  | 1 799 | 1 093 | 1 083 | 1 114 | 1 125 | 1 062 | 975   | 1 163 | 1 182 | 54,7 % |
| Importations | -    | -    | 479   | 797   | 926   | 1 022 | 1 069 | 1 205 | 1 237 | 1 156 | 980   | 45,3 % |
| Consommation | 443  | 966  | 2 278 | 1 889 | 2 009 | 2 136 | 2 194 | 2 267 | 2 212 | 2 319 | 2 162 | 100 %  |

La production a été multipliée par 2,7 en 32 ans, et la consommation par 4,9 ; d'où l'envolée des importations.

#### Importations de gaz naturel
Le gouvernement de Narendra Modi a fixé en 2016 l'objectif de doubler la part du gaz naturel dans son bilan énergétique, la portant de 6 % à 15 % d'ici à 2030, soit 500 Mm3 par jour. La production domestique de gaz représente environ 50 % de la consommation (99 Mm3/j en 2023-2024) ; les experts estiment qu'elle atteindra un pic en 2026 à 113 Mm3/j, avant de retomber à 90 Mm3/j en 2030. L'Inde dépendra alors surtout de ses importations de gaz pour assurer ses besoins. N'étant connecté à aucun pays producteur par gazoduc, elle devrait augmenter drastiquement ses importations en GNL, qui sont déjà passées de 39 Mm3/j en 2012-2013 à 85 Mm3/j en 2023-2024. Mais il faudrait atteindre plus de 400 Mm3/j pour remplir l'objectif. L'Inde compte huit terminaux gaziers, dont celui de Chhara, dans l'État du Gujarat, qui a reçu le 9 janvier 2025 sa première livraison de GNL. Avec les projets qui devraient être mis en service d'ici 2030, la capacité d'importation de GNL n'atteindra au mieux que 240 Mm3/j. De plus, les débouchés ne sont pas assurés, car les consommateurs sont très sensibles aux prix, si bien que 5 des 7 terminaux opérationnels en 2023-2024 ne fonctionnaient qu'à 30 % de leurs capacités.
En 2024, les importations de gaz naturel en Inde, entièrement sous forme de GNL, ont atteint 37,9 Gm3, soit 4,3 % des importations mondiales, mais 5,6 % des importations mondiales sous forme de GNL, en progression de 24 % en 2024 et de 98 % depuis 2014, provenant surtout du Qatar : 15,3 Gm3, des États-Unis : 7,3 Gm3 et des Émirats arabes unis : 4,6 Gm3.
Les deux principales compagnies exploitant le système de gazoduc indien sont l'entreprise publique Gas Authority of India Ltd. (GAIL) et l'entreprise privée Reliance Gas Transportation Infrastructure Ltd (RGTIL), filiale du groupe Reliance. GAIL, ex-monopole du transport de gaz, exploite deux gazoducs majeurs dans le nord-ouest : Hazira-Vijaipur-Jagadishpur qui relie le Gujarat à Delhi, et Dahej-Vijaipur. La compagnie dessert surtout la partie nord-ouest du pays et possède plus de 70 % du réseau de gazoducs. RGTIL a mis en service en 2009 le gazoduc Est-Ouest qui relie le champ gazier de la Krishna-Godavari au réseau de GAIL et aux centres de consommation du nord et de l'ouest, mais ce gazoduc reste sous-utilisé du fait de la production inférieure aux prévisions de ce champ gazier. D'autres opérateurs gèrent des gazoducs locaux dans l'Assam et le Gujarat. L'insuffisante interconnexion des réseaux constitue un facteur majeur de limitation du développement gazier. Le réseau totalisait 10 800 miles en 2015, plus du double de son niveau de 2008 ; GAIL projette d'intégrer l'Inde du sud à son réseau et a inauguré en 2013 le gazoduc Dabhol-Bangalore.
Le pays dispose en 2019 de 5 terminaux de gaz naturel liquéfié (GNL) et pourrait en mettre en service jusqu’à 11 en plus dans les 7 prochaines années.
Les importations de gaz naturel devraient s'accroître dans l'avenir proche ; plusieurs projets de gazoducs et de terminaux à GNL sont en cours ou prévus en 2016 :
- le gazoduc Iran-Pakistan-Inde (IPI) était en discussion depuis 1994 ; long de 1 700 miles (2 735 km) depuis les champs iraniens de Perse du sud (South Pars) jusqu'au Gujarat, il aurait eu une capacité de 150 Mm3 par jour ; l'Inde s'est retiré de ce projet en 2009 ;
- le gazoduc Turkmenistan-Afghanistan-Pakistan-Inde (TAPI ou Trans-Afghan Pipeline) : 1 700 km depuis les champs de Dauletabad au Turkmenistan jusqu'en Inde ; en 2010, l'Inde a signé un accord-cadre qui envisage une capacité de 90 Mm3 par jour ; en mai 2012, un contrat d'achat-vente a été signé avec le Turkménistan, qui a commencé la construction du gazoduc fin 2015 ; la mise en service est prévue pour 2019, mais de nombreuses incertitudes demeurent quant à la sécurité et au financement ;
- l'Inde a commencé à importer du gaz naturel liquéfié (GNL) en 2004, depuis le Qatar ; en 2015, elle était le 4e importateur mondial de GNL, en important 780 Bcf, soit 22 milliards de m3, soit 7 % du total mondial. Petronet, coentreprise entre GAIL, ONGC, IOC et plusieurs firmes étrangères, est le principal importateur de GNL en Inde. La capacité totale de regazéification de l'Inde atteint 1 100 Bcf/y, soit 31 milliards de m3/an, et les propriétaires de terminaux ont des projets d'extension, dont le projet de terminal de Dabhol, pour alimenter trois centrales électriques à gaz, lancé par Enron, puis repris par GAIL qui investit pour en doubler la capacité d'ici à 2017.

La compagnie qatarie RasGas est le seul fournisseur de long terme de l'Inde, avec deux contrats totalisant 365 Bcf/y, soit 10 milliards de m3/an. En 2015, 62 % du GNL importé en Inde provenait du Qatar. Depuis 2010, l'Inde importe des cargaisons spot du Nigeria, d'Égypte et du Yémen. Des contrats GNL ont été signés avec l'Australie, avec plusieurs terminaux américains ainsi qu'avec diverses compagnies européennes et avec Gazprom. OIL a investi dans des projets gaziers au Canada et au Mozambique afin de sécuriser l'approvisionnement du pays.

#### Organisation du secteur
Le Ministère du Pétrole et du Gaz Naturel (MOPNG) supervise l'exploration et la production, mais le gouvernement a commencé à réformer le secteur et a créé le Petroleum Natural Gas Regulatory Board (Bureau de réglementation du pétrole et du gaz naturel) pour réglementer les activités aval telles que la distribution et la commercialisation. Le gouvernement fixait les prix pour les compagnies du secteur public, alors que les producteurs privés indexent leurs prix sur les prix des marchés internationaux ; la plupart des consommateurs indiens payaient leur gaz à des tarifs très inférieurs aux prix du gaz importé ; mais le gouvernement a mis en place en 2014 un nouveau régime de tarification du gaz naturel visant à encourager l'investissement dans la production nationale en alignant plus étroitement les prix intérieurs sur ceux du marché international. Des compagnies privées telles que Petronet LNG (terminaux de regazéification) et Reliance Industries (production offshore dans le bassin de la Krishna-Godavari, gazoduc est-ouest de l'Andhra Pradesh au Gujarat) jouent un rôle croissant.

### Biomasse
La biomasse est la deuxième source d'énergie de l'Inde après le charbon ; sa part dans la production primaire d'énergie est estimée à 31,7 % en 2022, sa part dans la consommation d'énergie primaire à 20,7 % et sa part dans la consommation finale d'énergie à 27,5 %. Les 8 802 PJ de biomasse consommés en Inde sont consacrés à la production d'électricité pour 2,4 % et à la cogénération pour 8,4 %, le reste allant à la consommation des ménages (chauffage et cuisine) : 47,6 %, de l'industrie : 37,3 %, des transports : 1,5 % et du tertiaire : 1,4 %.
La plus grande partie de cette production provient de la biomasse solide (bois principalement, déchets agricoles) : 8 525 PJ ; les déchets urbains contribuent pour 63 PJ, les biogaz pour 134 PJ et les bioliquides 3 PJ.

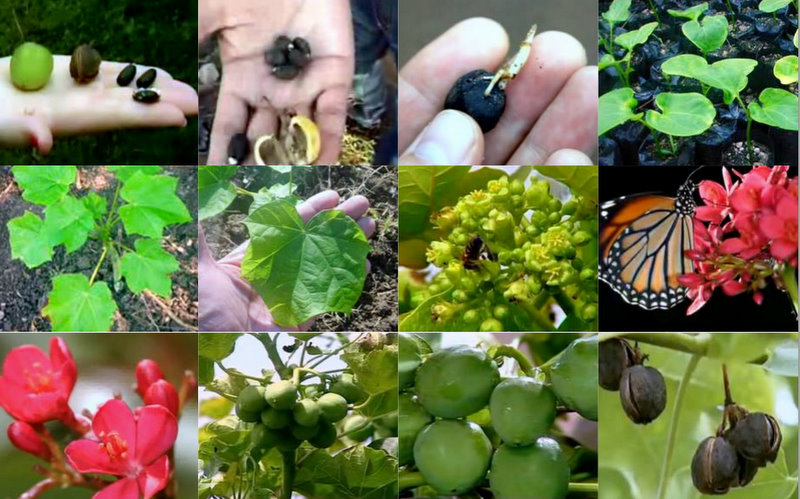
Stades de croissance, fruits et graines de Jatropha curcas

La production de biocarburants a connu un développement rapide : celle de bioéthanol (produit à partir de la mélasse, résidu de l'industrie sucrière) est passée de 3 000 bbl/j en 2000 à 6 000 bbl/j en 2011, et celle de biodiesel, démarrée en 2005, atteint 2 000 bbl/j en 2011. Ces chiffres sont cependant très faibles en comparaison de la consommation de pétrole : 3 426 000 bbl/j en 2011.
La production de biocarburants à base d'huile de jatropha s'est développée depuis plusieurs décennies, cette huile pouvant être utilisée directement (ou de préférence après raffinage) comme biodiesel dans les générateurs et autres moteurs. Cette plante a un rendement à l’hectare 4 fois supérieur au soja et plus de 10 fois supérieur au maïs. Un hectare de jatropha produit, sur des terrains non agricoles, environ 600 litres de carburant par hectare.
L'Inde a lancé en 2004 un programme de plantation de 400 000 hectares de jatropha, afin de tester la viabilité de la filière ; à terme, 11 millions d'hectares impropres aux cultures vivrières pourraient être consacrés au jatropha. Le gouvernement indien a annoncé en 2005 un objectif de remplacer en 6 ans 20 % de la consommation de pétrole par du biocarburant. Après les premières expérimentations, ce programme semble en perte de vitesse: le site du MNRE ne mentionne plus les biocarburants que sous la forme d'un document de politique générale, où l'objectif de 20 % de biocarburants est repoussé à 2017 et n'est plus qu'indicatif.
Le MNRE subventionne la production familiale de biogaz : pour le XIe Plan, un objectif de 647 000 unités familiales de biogaz a été fixé, et les réalisations sont :
- 2007-08 : 88 840
- 2008-09 : 107 929
- 2009-10 : 119 914
- 2010-11 : 71 165 au 21-02-2011

le cumul des réalisations, avec celles des plans précédents, atteignait 4 404 762 au 31/3/2011.

### Uranium et thorium

#### Réserves
L'Inde dispose de 55 000 tonnes de réserves d'uranium raisonnablement assurées au 01/01/2009 plus 25 000 tonnes de réserves présumées, soit 1,3 % des réserves mondiales ; s'y ajoutent 80 000 tonnes de réserves "pronostiquées" et "spéculatives". L'Inde a produit 250 tonnes d'uranium en 2008, et sa production cumulée jusqu'à fin 2008 atteint 9 153 tonnes. L'exploration de l'uranium a débuté en 1949, et des gisements ont été localisés dans de nombreuses régions ; l'exploration continue, en particulier dans les États du Rajasthan, Andhra Pradesh, Karnataka et Meghalaya. La mine de Jaduguda dans l'État oriental du Bihar est exploitée depuis 1967 ; trois autres mines participent à la production de 250 t/an dans la même région : Narwapahar, Bhatin et Turamdih. Des ressources non conventionnelles estimées à 6 600 tonnes sont récupérables dans les résidus miniers de mines de cuivre dans le district de Singhbhum de l'État de Jharkhand. Des usines de traitement de l'uranium (échangeurs d'ions et lessivage acide) sont en construction.
L'Inde recèle également de vastes réserves de thorium, élément dont les perspectives d'exploitation pour la production d'électricité sont prometteuses : son isotope naturel, le thorium 232, peut être utilisé comme combustible dans un réacteur nucléaire. L'exploitation du thorium par des réacteurs nucléaires à sels fondus paraît aujourd'hui être la voie la plus prometteuse ; elle est à l'étude dans plusieurs pays comme l'Inde, la France, les États-Unis, la Chine et le Japon. Selon les estimations 2013 de l'U.S. Geological Survey, l'Inde serait no 3 mondial pour ses réserves de thorium, après les États-Unis et l'Australie, avec 290 000 tonnes sur un total mondial de 1,4 million de tonnes ; elle aurait donc 21 % des réserves mondiales  ; une autre estimation, moins récente (2005) est fournie par l'International Atomic Energy Agency qui attribuait le premier rang à l'Inde : 519 000 tonnes sur un total mondial de 2 810 000 tonnes, soit 21 % ; cependant, l'exploration de ces réserves est encore rudimentaire et limitée à quelques pays. La compagnie Indian Rare Earths Ltd. construit une usine de 10 000 tonnes par an pour le traitement de la monazite, minerai qui associe le thorium avec des terres rares, dans son complexe Orissa Sands du district de Ganjam, avec une mise en service prévue en 2013.
Selon des estimations plus récentes de l'OCDE (NEA) et de l'IAEA ("Red Book" Uranium 2014), l'Inde serait au 1er rang mondial avec 846 000 tonnes, soit 13,3 % des réserves mondiales, loin devant le Brésil : 632 000 tonnes, l'Australie : 595 000 tonnes et les États-Unis : 595 000 tonnes. L'Inde a longtemps utilisé des assemblages de combustible nucléaire contenant du thorium pour régulariser la puissance dans les premiers cœurs de ses réacteurs à eau lourde.

#### Production d'uranium
L'Inde produit environ 400 tU (tonnes d'uranium contenu) par an depuis 2010 contre 230 tU en 2004. Cette production est modeste en comparaison de celle de la Chine : 1 500 tU en 2014, ou du numéro un mondial, le Kazakhstan : 23 217 tU.

## Consommation d'énergie primaire

Consommation d'énergie primaire, 1965 - 2024, Our World in Data

La consommation d'énergie primaire est égale par définition au total de l'approvisionnement en énergies, net des exportations, des soutes internationales et des variations de stocks.
La consommation d'énergie primaire de l'Inde atteint 42,5 EJ en 2022. Sa consommation par habitant est en 2023 de 31,78 GJ, soit 40,6 % de la moyenne mondiale (78,29 GJ en 2022), 28 % de celle de la Chine et 24 % de celle de la France.
Selon l'Energy Institute, qui ne prend pas en compte la biomasse autoconsommée, la consommation d'énergie primaire de l'Inde atteint 38,76 EJ en 2024, en hausse de 4,3 % par rapport à 2023 et de 46 % depuis 2014. Sa part dans la consommation mondiale est de 6,5 %, au 3e rang derrière la Chine (27,0 %) et les États-Unis (15,5 %). Elle se répartit en 93,9 % d'énergies fossiles (charbon : 59,3 %, pétrole : 28,1 %, gaz naturel : 6,5 %), 1,5 % d'énergie nucléaire et 3,0 % d'énergies renouvelables (hydroélectricité : 1,5 %, autres : 1,4 %). Sa consommation par habitant est de 26,72 GJ, soit seulement 37 % de la moyenne mondiale, 24 % de celle de la Chine et 20 % de celle de la France.
| Source | 1990   | %    | 2000   | %    | 2010   | %    | 2020   | %    | 2022   | % 2022  | var.2022 /1990 |
| Charbon | 3 881  | 33,1 | 6 110  | 34,9 | 11 481 | 41,5 | 16 034 | 43,7 | 19 500 | 45,9 %  | +402 %         |
| Pétrole | 2 558  | 21,8 | 4 689  | 26,8 | 6 786  | 24,5 | 8 667  | 23,6 | 10 192 | 24,0 %  | +298 %         |
| Gaz naturel | 443    | 3,8  | 966    | 5,5  | 2 278  | 8,2  | 2 212  | 6,0  | 2 162  | 5,1 %   | +388 %         |
| Total fossiles | 6 882  | 58,7 | 11 764 | 67,2 | 20 544 | 74,2 | 26 913 | 73,3 | 31 853 | 74,9 %  | +326 %         |
| Nucléaire | 67     | 0,6  | 184    | 1,1  | 287    | 1,0  | 469    | 1,3  | 500    | 1,2 %   | +647 %         |
| Hydraulique | 258    | 2,2  | 268    | 1,5  | 450    | 1,6  | 579    | 1,6  | 625    | 1,5 %   | +142 %         |
| Biomasse-déchets | 4 518  | 38,5 | 5 266  | 30,1 | 6 306  | 22,8 | 8 216  | 22,4 | 8 802  | 20,7 %  | +95 %          |
| Solaire-éolien | 0,4    | ns   | 8      | 0,05 | 83     | 0,3  | 518    | 1,4  | 734    | 1,7 %   | x1683          |
| Total EnR | 4 776  | 40,7 | 5 542  | 31,7 | 6 839  | 24,7 | 9 313  | 25,4 | 10 161 | 23,9 %  | +103 %         |
| Solde élec.* | 5      | 0,04 | 5      | 0,03 | 20     | 0,1  | -0,1   | ε    | -9     | -0,02 % | ns             |
| Total | 11 730 | 100  | 17 495 | 100  | 27 690 | 100  | 36 695 | 100  | 42 506 | 100 %   | +262 %         |
| Source des données : Agence internationale de l'énergie * Solde électricité : solde des échanges internationaux (+ si importateur, - si exportateur) |        |      |        |      |        |      |        |      |        |         |                |

Le 24 mars 2025, l'Inde annonce avoir franchi le cap du milliard de tonnes de charbon consommé : 1,03 précisément, en hausse significative par rapport aux 953,3 millions de tonnes en observées en 2023-24.

## De l'énergie primaire consommée à l'énergie finale consommée
Tous les flux, de l'énergie primaire à la consommation finale d'énergie par les utilisateurs, peuvent se résumer en un tableau sous forme de bilan Ressources/Emploi, dénommé "bilan énergétique national" :
| Bilan énergétique 2022        |        |        |                                     |        |        |
| Ressources                    | PJ     | %      | Emplois                             | PJ     | %      |
| Production d’énergie primaire | 27 810 | 65,4 % | Consommation branche énergie        | 14 414 | 33,9 % |
| Importations                  | 18 034 | 42,4 % | Consommation finale non énergétique | 2 029  | 4,8 %  |
| Exportations                  | -2 830 | -6,7 % | Consommation finale énergétique     | 26 099 | 61,4 % |
| Stocks et Soutes              | -508   | -1,2 % | Écarts statistiques                 | -36    | -0,1 % |
| Total ressources              | 42 506 | 100 %  | Total emplois                       | 42 506 | 100 %  |

Les soutes sont les consommations d'énergie des transports internationaux (air et mer).
Les consommations de la branche énergie comprennent :
- les pertes de conversion, en particulier celles des centrales électriques (9 764 PJ), qui consomment 16 184 PJ d'énergie primaire (dont 13 612 PJ de charbon, soit 69,8 % des ressources en charbon) pour produire 6 420 PJ d'énergie électrique ; les autres pertes de transformation sont : 625 PJ pour les centrales de cogénération, 968 PJ pour la cokéfaction, 176 PJ pour les transformations de biomasse ;
- l'utilisation d'énergie pour les besoins propres de l'industrie énergétique (centrales électriques, raffineries, pompes des oléoducs et gazoducs, etc) : 1 625 PJ ;
- les pertes de transport : 1 006 PJ.

Les consommations non énergétiques sont surtout celles de la chimie (engrais en particulier).

## Énergie finale consommée

### Répartition par énergie de la consommation finale d'énergie
Le graphique qui aurait dû être présenté ici ne peut pas être affiché car il utilise l'ancienne extension Graph, désactivée pour des questions de sécurité. Des indications pour créer un nouveau graphique avec la nouvelle extension Chart sont disponibles ici.

Après la transformation en électricité de 69,8 % des ressources charbonnières, le charbon cède la première place, pour l'utilisation directe, au pétrole et à la biomasse au stade de la consommation finale, dont les produits pétroliers représentent 31,5 % en 2022 (surtout pour les transports), suivis par la biomasse et les déchets : 27,5 % (surtout dans le secteur résidentiel) ; la part de l'électricité est de 17,9 %.
| Source | 1990  | %     | 2000   | %    | 2010   | %    | 2020   | %    | 2022   | % 2022 | var.2022 /1990 |
| Charbon | 1 601 | 17,8  | 1 388  | 11,4 | 3 494  | 19,0 | 3 978  | 15,9 | 4 701  | 16,7 % | +194 %         |
| Pétrole | 2 100 | 23,3  | 3 955  | 32,6 | 5 783  | 31,4 | 8 090  | 32,4 | 8 854  | 31,5 % | +322 %         |
| Gaz naturel | 255   | 2,8   | 513    | 4,2  | 810    | 4,4  | 1 415  | 5,7  | 1 744  | 6,2 %  | +584 %         |
| Biomasse-déchets | 4 284 | 47,6  | 4 985  | 41,0 | 5 748  | 31,2 | 7 252  | 29,0 | 7 728  | 27,5 % | +80 %          |
| Autres EnR thq* | 0,3   | 0,003 | 1,5    | 0,01 | 12     | 0,06 | 52     | 0,2  | 67     | 0,2 %  | x207           |
| Électricité | 762   | 8,5   | 1 323  | 10,9 | 2 584  | 14,0 | 4 190  | 16,8 | 5 035  | 17,9 % | +560 %         |
| Total | 9 003 | 100   | 12 166 | 100  | 18 431 | 100  | 24 976 | 100  | 28 128 | 100 %  | +212 %         |
| Source des données : Agence internationale de l'énergie * Autres énergies renouvelables thermiques : solaire thermique, géothermie, etc |       |       |        |      |        |      |        |      |        |        |                |

### Répartition par secteur de l'énergie finale consommée
| Filière                          | 1990  | %    | 2000   | %    | 2010   | %    | 2020   | %    | 2022   | % 2022 | % 2022 France | var.2022 /1990 |
| Industrie                        | 2 472 | 27,5 | 3 568  | 29,3 | 6 565  | 35,6 | 9 709  | 38,9 | 11 393 | 40,5 % | 19,1 %        | +361 %         |
| Transport                        | 869   | 9,6  | 1 336  | 11,0 | 2 720  | 14,8 | 3 870  | 15,5 | 4 739  | 16,8 % | 31,6 %        | +445 %         |
| Résidentiel                      | 4 308 | 47,8 | 5 012  | 41,2 | 5 853  | 31,8 | 6 805  | 27,2 | 7 047  | 25,1 % | 24,0 %        | +64 %          |
| Tertiaire                        | 246   | 2,7  | 264    | 2,2  | 520    | 2,8  | 741    | 3,0  | 955    | 3,4 %  | 14,0 %        | +289 %         |
| Agriculture                      | 361   | 4,0  | 646    | 5,3  | 812    | 4,4  | 1 213  | 4,9  | 1 337  | 4,8 %  | 3,3 %         | +270 %         |
| Non spécifié                     | 191   | 2,1  | 218    | 1,8  | 532    | 2,9  | 452    | 1,8  | 628    | 2,2 %  | 0,5 %         | +228 %         |
| Usages non énergétiques (chimie) | 556   | 6,2  | 1 122  | 9,2  | 1 428  | 7,7  | 2 187  | 8,8  | 2 029  | 7,2 %  | 7,4 %         | +265 %         |
| Total                            | 9 003 | 100  | 12 166 | 100  | 18 431 | 100  | 24 976 | 100  | 28 128 | 100 %  | 100 %         | +212 %         |
| Source des données : AIE.        |       |      |        |      |        |      |        |      |        |        |               |                |

La comparaison avec la France est révélatrice des profondes différences dans la structure des deux économies : part de l'industrie et de l'agriculture bien plus élevée en Inde, à l'inverse des transports et du tertiaire.
L'industrie consomme surtout du charbon : 37,2 %, de la biomasse : 28,8 %, de l'électricité : 18,7 % et des produits pétroliers : 10 %, peu de gaz : 5,3 %.
Les transports consomment surtout des produits pétroliers : 92 %.
Le secteur résidentiel (ménages) consomme surtout de la biomasse (bois, déchets agricoles, etc) : 59,4 %, des produits pétroliers : 18,7 % et de l'électricité : 18,5 %. Cette structure de consommation est plus proche de celle des pays en développement que d'un pays émergent, malgré une évolution assez rapide : en 1990, la biomasse couvrait encore 84 % des besoins des ménages et l'électricité seulement 2,7 %.

## Secteur électrique

### Production d'électricité
Le graphique qui aurait dû être présenté ici ne peut pas être affiché car il utilise l'ancienne extension Graph, désactivée pour des questions de sécurité. Des indications pour créer un nouveau graphique avec la nouvelle extension Chart sont disponibles ici.

Production brute d'électricité en Inde
Source : Agence internationale de l'énergie
Selon l'Energy Institute, l'Inde a produit 2 030,2 TWh d'électricité en 2024, en hausse de 5,5 % par rapport à 2023 et de 61 % depuis 2014. Sa part dans la production mondiale d'électricité est de 6,5 %, au 3e rang mondial derrière la Chine (32,4 %) et les États-Unis (14,8 %). Cette production est obtenue pour 77,7 % à partir de combustibles fossiles (charbon 74,8 %, gaz naturel 2,7 %, pétrole 0,1 %), pour 2,7 % du nucléaire et pour 19,6 % des énergies renouvelables (hydroélectricité 7,7 %, autres 11,8 %), dont 4,0 % d'éolien, 6,7 % de solaire et 1,1 % de biomasse et déchets.
En 2022, la production brute d'électricité de l'Inde s'est élevée à 1 814 TWh ; la part des centrales thermiques fossiles a été de 75,3 % (surtout charbon : 72,0 %, gaz naturel : 2,8 %), les centrales nucléaires ont assuré 2,5 % de la production et les énergies renouvelables 22,0 %.
| Source                                                  | 1990  | %    | 2000  | %    | 2010  | %    | 2020    | %    | 2022    | % 2022 | var.2022 /1990 |
| Charbon                                                 | 189,1 | 65,3 | 386,5 | 68,9 | 658,0 | 67,7 | 1 096,7 | 71,4 | 1 306,9 | 72,0 % | +591 %         |
| Pétrole                                                 | 12,5  | 4,3  | 25,3  | 4,5  | 18,8  | 1,9  | 4,7     | 0,3  | 4,7     | 0,3 %  | -62 %          |
| Gaz naturel                                             | 10,0  | 3,4  | 56,0  | 10,0 | 107,4 | 11,0 | 66,1    | 4,3  | 55,0    | 3,0 %  | +452 %         |
| Total comb. fossiles                                    | 211,6 | 73,1 | 467,8 | 83,4 | 784,2 | 80,7 | 1 167,5 | 76,0 | 1 366,6 | 75,3 % | +546 %         |
| Nucléaire                                               | 6,1   | 2,1  | 16,9  | 3,0  | 26,3  | 2,7  | 43,0    | 2,8  | 45,9    | 2,5 %  | +647 %         |
| Hydraulique                                             | 71,7  | 24,8 | 74,5  | 13,2 | 124,9 | 12,8 | 160,9   | 10,5 | 173,7   | 9,6 %  | +142 %         |
| Biomasse                                                | 0     |      | 0,2   | 0,04 | 16,4  | 1,7  | 33,6    | 2,2  | 39,0    | 2,2 %  | ns             |
| Déchets renouv.                                         | 0     |      | 0     |      | 0,8   | 0,08 | 1,2     | 0,1  | 1,7     | 0,1 %  | ns             |
| Solaire PV                                              | 0     |      | ε     | ε    | 0,05  | ε    | 62,0    | 4,0  | 104,7   | 5,8 %  | ns             |
| Éolien                                                  | 0,03  | ns   | 1,7   | 0,3  | 19,7  | 2,0  | 67,3    | 4,4  | 80,7    | 4,4 %  | ns             |
| Total EnR                                               | 71,7  | 24,8 | 76,4  | 13,6 | 161,0 | 16,6 | 325,0   | 21,2 | 399,9   | 22,0 % | +458 %         |
| Déchets non renouv.                                     | 0     |      | 0     |      | 0,8   | 0,08 | 1,2     | 0,1  | 1,7     | 0,1 %  | ns             |
| Total prod.brute                                        | 289,5 | 100  | 561,1 | 100  | 972,2 | 100  | 1 536,8 | 100  | 1 814,1 | 100 %  | +527 %         |
| Source des données : Agence internationale de l'énergie |       |      |       |      |       |      |         |      |         |        |                |

En comparaison, la production brute d'électricité en France en 2022 était de 475 TWh et en 2023 de 527 TWh. L'Inde produit donc 3,4 fois plus d'électricité que la France ; mais elle a une population 20,9 fois plus nombreuse ; sa production par habitant est donc 6 fois moins élevée.

#### Puissance installée
Au 31/08/2020, la puissance installée des centrales indiennes atteignait 372 693 MW, dont :
- thermique fossile : 231 421 MW (62,1 %), dont charbon+lignite : 205 955 MW (55,3 %) ;
- nucléaire : 6 780 MW (1,8 %) ;
- hydroélectrique : 45 699 MW (12,3 %) ;
- autres EnR : 88 793 MW (23,8 %).

La propriété de ces capacités de production se répartit en :
- État fédéral : 25,2 %,
- États : 27,8 %,
- Privé : 47,0 %.

#### Thermique fossile

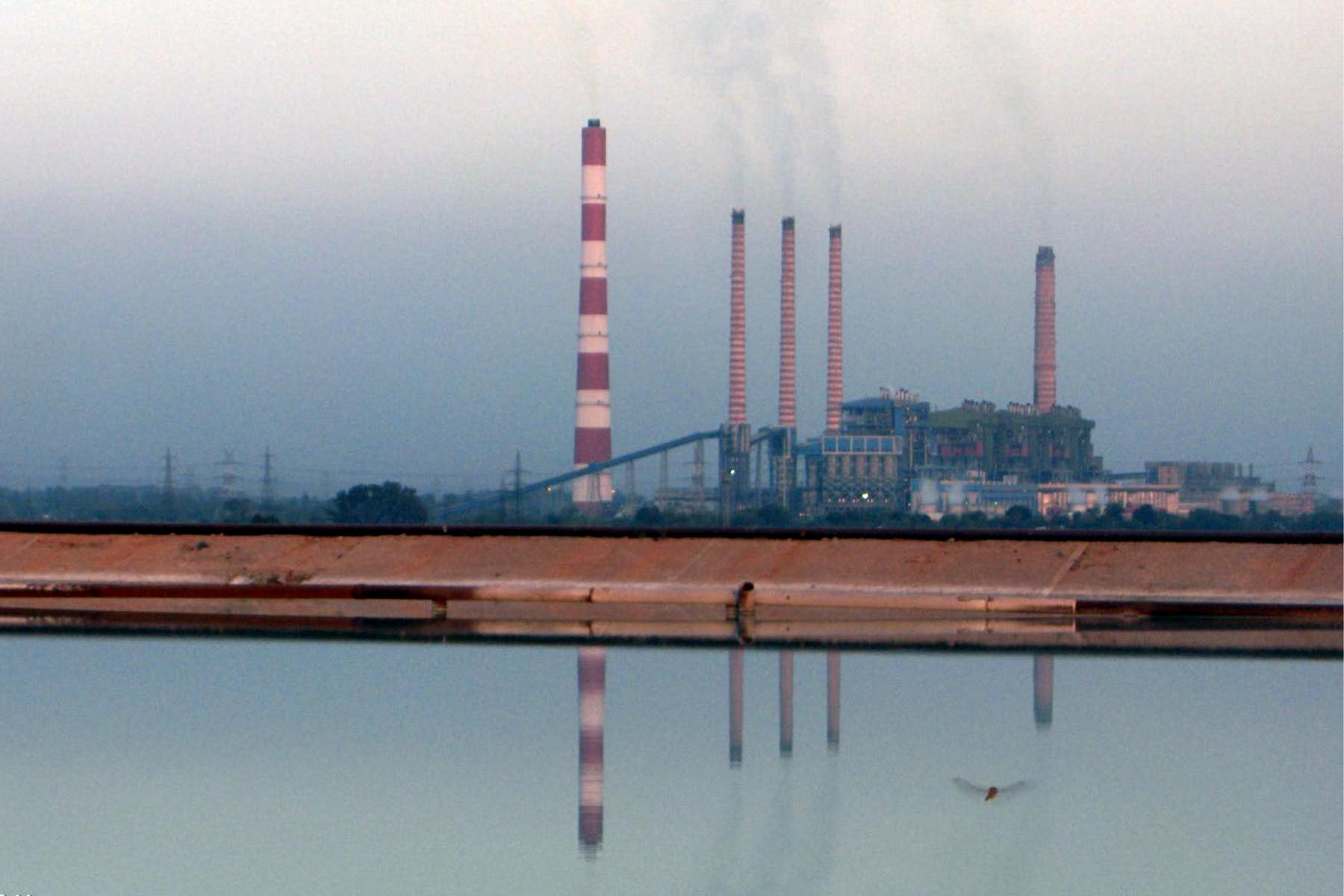
Centrale de Ramagundam

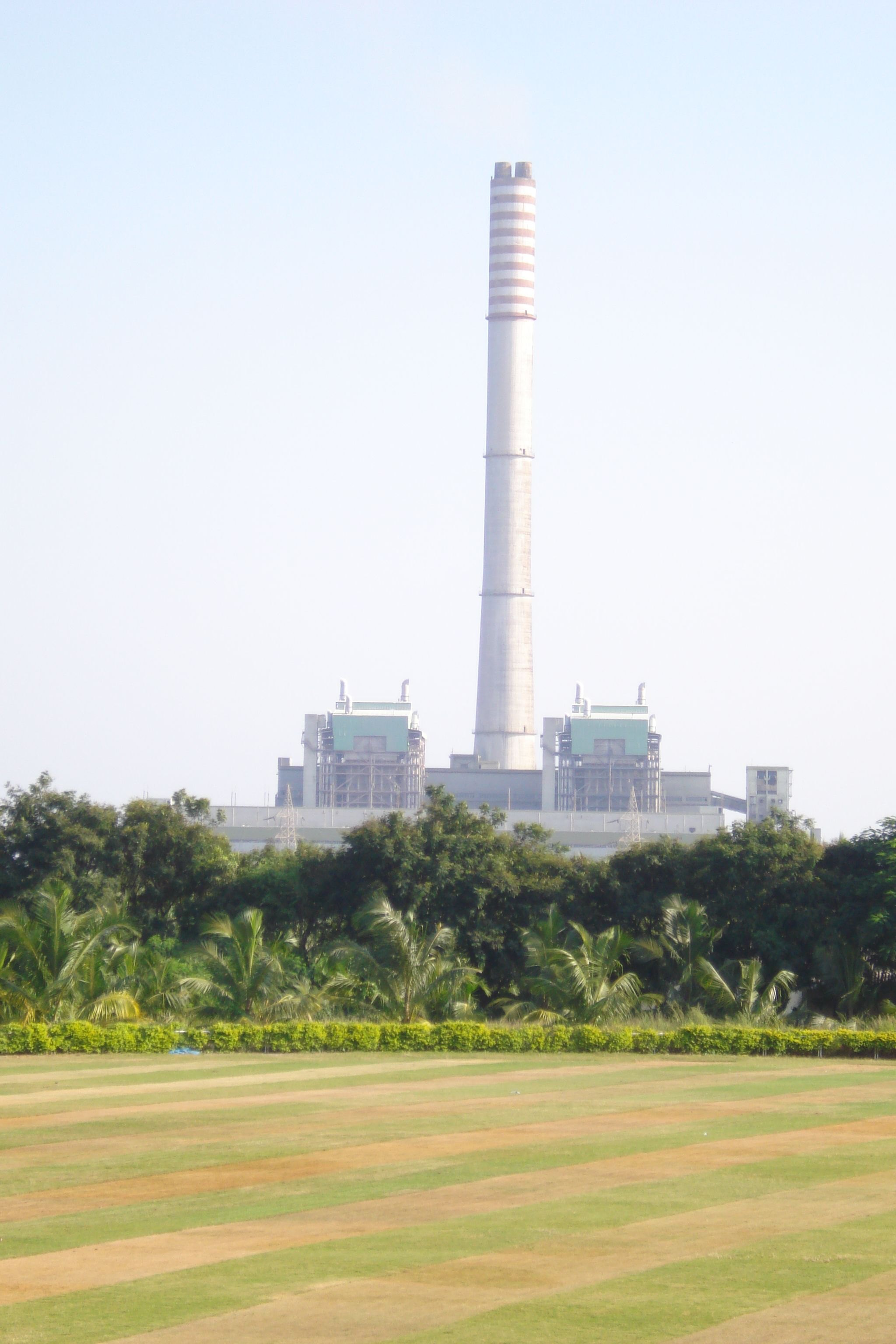
Centrale de Dahanu au Maharashtra

Sur le total de 331 118 MW de puissance installée au 31/08/2020 en Inde, les centrales thermiques fossiles totalisent 231 421 MW (62,1 %) : charbon 199 595 MW (53,6 %), lignite 6 360 MW (1,7 %), gaz 24 957 MW (6,7 %) et diesel 510 MW (0,1 %).
En 2022, les centrales thermiques à combustibles fossiles ont produit 75,3 % de l'électricité indienne (charbon : 72,0 %, gaz : 3,0 %, pétrole : 0,3 %). La plupart de ces centrales fonctionnent en base, avec un facteur de charge élevé (61 % en moyenne en 2018-19), d'où leur part dans la production plus élevée qu'en termes de puissance installée.
En octobre 2021, 135 centrales au charbon sont en service.
La centrale Vindhyachal Thermal Power Station, dans l'État de Madhya Pradesh, est une des plus grandes centrales indiennes avec 3 760 MW. Elle brûle le charbon des mines de Nigahi.
La centrale de Ramagundam, dans le district de Karimnagar de l'État d'Andra Pradesh, est la plus grande centrale de l'Inde du sud avec sa puissance de 2 600 MW. Elle brûle le charbon des mines de Singareni. Elle appartient à National Thermal Power Corporation, la plus grande entreprise publique d'électricité, qui exploite un parc de centrales de 39 174 MW et est cotée au Bombay Stock Exchange, le gouvernement indien ayant 84,5 % du capital.
La centrale au charbon de Dahanu au Maharashtra (500 MW) est la plus grande centrale de Reliance Industries ; construite en 1995, elle est la première centrale indienne à avoir reçu les deux certificats ISO 9000 et ISO 14001. Sa cheminée est la plus haute en Inde : 275 m, pour favoriser la dispersion des particules en suspension, et la centrale est équipée de précipitateurs électrostatiques pour retenir les cendres volantes et réduire les émissions à l'atmosphère.

#### Nucléaire
| \| New Delhi Bombay Calcutta Kaiga Kakrapar Kalpakkam Narora Rawatbhata Tarapur Jaitapur Koodankulam CHASNUPP \| Localisation des centrales nucléaires en Inde |
| New Delhi Bombay Calcutta Kaiga Kakrapar Kalpakkam Narora Rawatbhata Tarapur Jaitapur Koodankulam CHASNUPP                                                     |

##### Statistiques
En 2024, l'Inde a produit 54,7 TWh d'électricité nucléaire, en hausse de 13,2 % en 2024 et de 58 % depuis 2014. Elle se classe au 8e rang mondial avec 1,9 % de la production mondiale.
En 2024, les centrales nucléaires indiennes ont assuré 3,3 % de la production nationale d'électricité.
Au 12 août 2025, l'Inde possède 21 réacteurs nucléaires opérationnels, totalisant 7 550 MW de puissance installée, ce qui la place au 6e rang en nombre de réacteurs en service et au 9e rang en capacité de production. Elle compte aussi 4 réacteurs en arrêt long ; ces 25 réacteurs sont répartis sur 8 sites nucléaires de production d'électricité. Elle compte 6 réacteurs nucléaires en construction totalisant 4 768 MW, ce qui la classe au 2e rang en nombre de réacteurs en construction, derrière la Chine (29 réacteurs en construction) et devant l'Égypte, la Turquie et la Russie (4 réacteurs chacune), et au 2e rang en capacité de production derrière la Chine (30 847 MW) et devant la Turquie (4 456 MW).
La construction du réacteur à neutrons rapides PFBR (500 MWe), en cours à Kalpakkam au Tamil Nadu depuis octobre 2004, était prévue pour s'achever en octobre 2022, mais n'est toujours pas terminée en août 2025.
Le 22 juillet 2020, le réacteur no 3 de la centrale nucléaire de Kakrapar a divergé. C'est le premier réacteur à eau lourde sous pression (PHWR) de 700 MW, de conception nationale, à entrer en fonctionnement. Un projet de construction de quatre de ces réacteurs avait été approuvé en 2009 ; Kakrapar 4 devrait être mis en service en septembre 2021, Rajasthan 7 en mars 2022 et Rajasthan 8 en 2023. Kakrapar 3 a été connecté au réseau le 10 janvier 2021 et mis en service commercial le 30 juin 2023 ; Kakrapar 4 a été connecté au réseau le 20 février 2024 et mis en service commercial le 31 mars 2024.
| Centrale   | Opérateur | État          | Type       | Unités                  | Puissance nette(MW) |
| Kaiga      | NPCIL     | Karnataka     | PHWR       | 202 x 4                 | 808                 |
| Kakrapar   | NPCIL     | Gujarat       | PHWR       | 202 x 2 630 x 2         | 1664                |
| Kudankulam | NPCIL     | Tamil Nadu    | VVER-1000  | 932 x 2                 | 1864                |
| Kalpakkam  | NPCIL     | Tamil Nadu    | PHWR       | 205 x 2                 | 410                 |
| Narora     | NPCIL     | Uttar Pradesh | PHWR       | 202 x 2                 | 404                 |
| Rawatbhata | NPCIL     | Rajasthan     | PHWR       | 134 x 1 187 x 1 202 x 4 | 1129                |
| Tarapur    | NPCIL     | Maharashtra   | BWR (PHWR) | 150 x 2 490 x 2         | 1280                |
|            |           |               | Total      | 24                      | 7559                |

Les projets en cours de construction sont :
| Centrale   | Opérateur | État       | Type      | Unités  | Puissance brute (MW) |
| Kudankulam | NPCIL     | Tamil Nadu | VVER-1000 | 917 x 4 | 3668                 |
| Kalpakkam  | NPCIL     | Tamil Nadu | PFBR      | 470 x 1 | 470                  |
| Rawatbhata | NPCIL     | Rajasthan  | PHWR      | 630 x 2 | 1260                 |
|            |           |            | Total     | 7       | 5398                 |

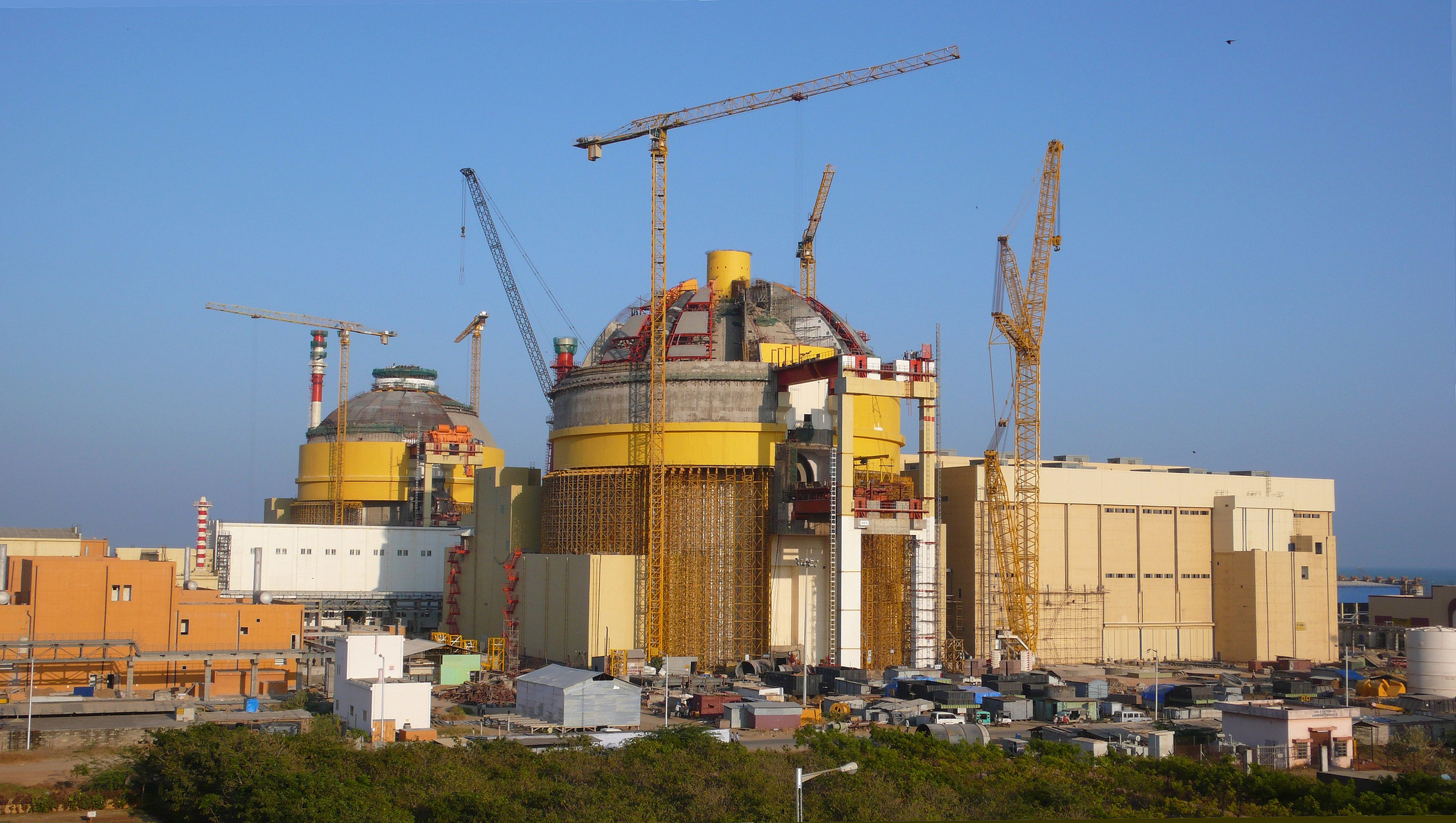
Centrale de Kudankulam en construction en 2009.

Le concept PHWR indien est basé sur un concept CANDU exporté du Canada dans les années 1960. Les premières unités PHWR avaient une puissance de 220 MWe, les plus récentes atteignent 540 MWe. L'accord de coopération nucléaire indo-américain de 2008 et la levée de l'interdiction d'exportation des technologies nucléaires par le Groupe des fournisseurs nucléaires ont mis fin à 30 années d'isolement pour l'Inde. L'Inde est appelée à jouer un rôle important dans le marché mondial des technologies nucléaires. Deux VVER-1000 russes sont en construction à Kudankulam, et plusieurs autres sont en projet.
L'Inde possède des installations de conversion de l'uranium, de fabrication de combustible et de retraitement, mais pas d'enrichissement de l'uranium.

##### Programme nucléaire
En avril 2015, le gouvernement approuve dix nouveaux sites de centrales nucléaires dans neuf États, dont cinq pour des PHWR : Gorakhpur à Fatehabad (Haryana) ; Chutka et Bhimpur au Madhya Pradesh ; Kaiga au Karnataka ; Mahi Banswara au Rajasthan. Les cinq autres sites sont destinés à des projets en coopération avec l'étranger : Kudankulam au Tamil Nadu (VVER); Jaitapur au Maharashtra (EPR); Chhaya Mithi Virdhi au Gujarat (AP1000); Kovvada dans l'Andhra Pradesh (ESBWR) et Haripur au Bengale-Occidental (VVER). De plus, deux réacteurs à neutrons rapides de 600 MWe étaient proposés à Kalpakkam. En 2016, le site de Kovvada a été alloué aux réacteurs AP1000 à la place de celui de Mithi Virdhi, et le projet d'ESBWR a été remis à plus tard.
Le gouvernement indien a dévoilé mi-mai 2017 un projet de construction en série de dix réacteurs à eau lourde de conception indienne, totalisant une puissance de 7 GW, afin de réduire les coûts et les délais de construction. La construction de réacteurs nucléaires de technologie indienne est l’une des pierres angulaires du programme phare « Make in India » lancé en 2014 par le Premier ministre Narendra Modi, déjà déployé dans l’éolien et le solaire. Le premier béton est prévu en 2023 pour les réacteurs Kaiga 5 et 6, en 2024 pour Gorakhpur Haryana Anu Vidyut Praiyonjan 3 & 4 et pour Mahi Banswara Rajasthan 1 à 4, et en 2025 pour Chutka Madhya Pradesh 1 & 2.
Le Premier ministre indien Narendra Modi souhaite plus que tripler la taille du parc nucléaire du pays au cours de la prochaine décennie afin d'accroître son indépendance énergétique et réduire ses émissions carbone, passant de 7 GW en 2022 à 25 GW en 2040 et portant la part du nucléaire dans la production d'électricité de 3 % à 6 %.

##### Projet EPR de Jaitapur
Un MOU (Memorandum of understanding) signé en février 2009 par le gouvernement indien avec AREVA prévoit la construction de six récteurs EPR à Jaitapur dans l'État de Maharashtra. En septembre 2009, le gouvernement indien a entériné la réservation de deux sites côtiers (Mithi Virdi dans le Gujarat et Kovada en Andhra Pradesh) pour des centrales nucléaires, prévues chacune pour huit réacteurs. À la fin de 2009, un accord de coopération indo-russe a été annoncé pour 4 réacteurs à Kudankulam et d'autres à Haripur dans le Bengale-Occidental.
Le projet de centrale nucléaire de Jaitapur suscite une forte opposition locale, le site étant situé sur une zone sismique ; le Monde Diplomatique donnait en avril 2011 les précisions suivantes : « le 11 décembre 1967, un séisme de magnitude 6,3 avait frappé Koyna, à une centaine de kilomètres au nord de Jaitapur, tuant 177 personnes et faisant quelque cinquante mille sans-abri. « Au cours des vingt dernières années, relève l’organisation environnementale Greenpeace, Jaitapur a connu trois tremblements de terre dépassant le niveau 5 sur l’échelle de Richter ; celui de 1993, d’une intensité de 6,3, a tué neuf mille personnes. En 2009, un pont s’est effondré à Jaitapur à la suite d’une secousse. Rien de tout cela n’a été pris en compte lors du choix du site. » Or, la position du NPCIL n’est pas claire sur d’éventuelles modifications de la conception face au risque sismique. ».
Pour comparaison, on peut mentionner qu'en France, la résistance au séisme des installations nucléaires, calculée à partir des séismes les plus puissants répertoriés dans l'histoire des zones avoisinantes des centrales et mesuré sur l'échelle de Richter, varie de 4,9 pour Dampierre à 6,5 pour Fessenheim et Blayais ; la sismicité du site de Jaitapur n'a donc rien d'exceptionnel et peut être traitée par le dimensionnement des ouvrages selon les normes anti-sismiques. La sismicité est bien plus élevée au Japon, qui connait fréquemment des séismes de magnitude 7 ou 8, sans que les 54 réacteurs des centrales nucléaires japonaises en soient affectées. Or l'échelle de Richter est un échelle logarithmique : un séisme de magnitude 7 est 10 fois plus puissant qu'un séisme de magnitude 6.
Des manifestations locales se sont déroulées en novembre 2010 et avril 2011, où un manifestant a trouvé la mort, puis en janvier 2013. Le gouvernement indien a déclaré le 19 septembre 2011 qu'il attendra les résultats des audits nucléaires français décidés après la catastrophe de Fukushima sur le réacteur de troisième génération EPR avant de s'engager avec Areva. En Inde, on s'inquiète des énormes retards et dépassements de coûts dans la construction de l'EPR à Flamanville par EDF. L'accord cadre pour la construction des deux premiers réacteurs a été signé en décembre 2010 durant la visite de Nicolas Sarkozy en Inde. Selon le journal indien The Hindu du 18/12/2012, AREVA était sur le point de signer un accord pour les travaux préliminaires de Jaitapur avec Nuclear Power Corporation of India Limited ; il s'agit des travaux d'étude du site, d'une durée prévue de 9 mois, destinés à vérifier que le site est bien adapté pour le projet. Le gouvernement du Maharashtra a réaffirmé le 06/12/2012 sa décision de construire la centrale de Jaitapur, et le ministre fédéral indien des affaires étrangères, en visite à Paris, a réaffirmé l'engagement du gouvernement indien à mener à son terme ce projet. Mais les négociations butent sur  les modalités de mise en œuvre de la loi indienne sur la responsabilité civile des fournisseurs de centrales qui, beaucoup plus sévère que les normes internationales, fait peser une menace considérable sur les industriels concernés. Une vente d’EPR à l’Inde suppose également un accord nucléaire entre l’Inde et le Japon, ce dernier étant le seul pays à pouvoir fournir certaines pièces indispensables au fonctionnement des centrales. Sans compter des désaccords profonds sur le coût de l’électricité qui sera produit in fine par les centrales d’Areva.
Le 23 avril 2021, EDF annonce avoir remis au groupe nucléaire public indien NPCIL une « offre technico-commerciale engageante » en vue de la construction de six réacteurs EPR sur le site de Jaitapur, dont la puissance totale de 9,6 GW en ferait la plus grande centrale nucléaire du monde. NPCIL aurait estimé l'investissement nécessaire pour construire une telle centrale à plus de 30 milliards €. L'offre d'EDF ne comprend ni le financement, ni même la construction des réacteurs, mais seulement les études d'ingénierie et la fabrication des équipements les plus critiques comme les cuves des réacteurs ou les générateurs de vapeur. EDF espère qu'un accord-cadre engageant pourrait être signé au premier semestre 2022. Des points essentiels restent néanmoins à clarifier avec les autorités indiennes : le partage des responsabilités entre EDF et NPCIL, le futur exploitant de la centrale ; la responsabilité civile d'EDF en cas d'accident, la réglementation indienne sur ce point étant différente de celle en vigueur dans les conventions internationales ; la mise en œuvre d'une norme de haute qualité pour les soudures, notion qui n'existe pas dans le référentiel de sûreté indien. EDF devra aussi parvenir à rassurer les opposants sur la sismicité du site qu'il estime « modérée ».
En juin 2023, EDF négocie avec NPCIL un contrat d'études complémentaires afin de sécuriser l'homologation de l'EPR ; ces études seront à la charge de NPCIL. La question du partage des responsabilités entre EDF et NPCIL reste à régler, ainsi que celle du financement, qui pourrait être assuré par NTPC (National Thermal Power Corporation).

##### Projets avec la Russie
Lors de la visite de Vladimir Poutine à New Delhi, début décembre 2014, un projet de construction de douze réacteurs en Inde a été annoncé. Le communiqué publié précise «  pas moins de douze unités dans les deux décennies à venir  ». Mais il s’agit d’un objectif et non d’un contrat. Il s’inscrit dans la ligne des accords en cours, qui se sont traduits par la construction de deux réacteurs à Kudankulam, dans l’État du Tamil Nadu. Or l’accord intergouvernemental pour Kudankulam 1 et 2 date de novembre 1988 et la construction des deux réacteurs a commencé en 2002. L’exploitation commerciale de Kudankulam 1 ne démarrera que début 2015, soit vingt-sept ans après l’accord intergouvernemental et treize ans après le début de la construction.  La construction des unités 3 et 4 de Kudankulam est prévue de longue date mais ne commencera pas avant 2016. Pour les réacteurs 7 à 12, il faudra aussi trouver un site, ce qui n’a rien de simple.

##### Projets avec les États-Unis
Lors de la visite d'État de Barack Obama à Narendra Modi en janvier 2015, les deux dirigeants ont annoncé une avancée majeure permettant de progresser vers la mise en œuvre complète de l'accord sur l'énergie nucléaire civile signé par Washington et New Delhi en 2008, qui n'arrivait pas à se concrétiser du fait notamment de la loi de responsabilité civile adoptée par l'Inde. Cette loi prévoit que les fournisseurs d'équipements nucléaires puissent être poursuivis en cas d'accident, disposition contraire aux normes internationales qui font porter la responsabilité sur l'opérateur de la centrale. Les États-Unis ont donc accepté de faire preuve de flexibilité en acceptant les principes de la loi indienne, accompagnés de modalités préservant leurs intérêts, par exemple par la création d'un fonds d'assurance nucléaire auquel souscriraient les fournisseurs.
Les premiers ministres japonais, Shinzo Abe et indien, Narendra Modi, ont défini en décembre 2015 les bases d’un accord qui va permettre aux géants japonais du nucléaire civil d’enfin entrer sur le marché indien : Toshiba-Westinghouse pourrait ainsi finaliser dès 2016 la vente du réacteur AP1000 à des électriciens indiens, et GE Hitachi est déjà en discussion pour d'autres centrales en partenariat avec Areva. En juin 2016, un communiqué commun de Barack Obama et Narendra Modi a salué le début des travaux préparatoires sur site en Inde pour six réacteurs AP1000 qui seront construits par Westinghouse ; le contrat définitif devrait être signé en juin 2017.

#### Énergies renouvelables
Le graphique qui aurait dû être présenté ici ne peut pas être affiché car il utilise l'ancienne extension Graph, désactivée pour des questions de sécurité. Des indications pour créer un nouveau graphique avec la nouvelle extension Chart sont disponibles ici.

Production d'électricité renouvelable en Inde
Source : Agence internationale de l'énergie
Selon l'Energy Institute, la part des énergies renouvelables dans la production d'électricité de l'Inde était en 2024 de 19,6 % (hydroélectricité 7,7 %, autres 11,8 %), dont 4,0 % d'éolien, 6,7 % de solaire et 1,1 % de biomasse et déchets.
En 2022, les énergies renouvelables ont produit 399,9 TWh, soit 22,0 % de la production électrique de l'Inde ; l'hydraulique contribue pour 173,7 TWh, soit 9,6 % de la production électrique totale, les éoliennes pour 80,7 TWh (4,7 %), le solaire 104,7 TWh (5,8 %), la biomasse 39,0 TWh (2,2 %) et la part renouvelable des déchets 1,7 TWh (0,1 %).
| Source                                                                                                 | 2000  | %    | 2010  | %    | 2020  | %    | 2022  | part 2022* | tma 2022 /2000** |
| Hydraulique                                                                                            | 74,5  | 13,2 | 124,9 | 12,8 | 160,9 | 10,5 | 173,7 | 9,6 %      | +3,9 %/an        |
| Éoliennes                                                                                              | 1,7   | 0,3  | 19,7  | 2,0  | 67,3  | 4,4  | 80,7  | 4,4 %      | +19 %/an         |
| Solaire                                                                                                | 0,002 | ε    | 0,1   | ε    | 62,0  | 4,0  | 104,7 | 5,8 %      | +64 %/an         |
| Biomasse                                                                                               | 0,2   | 0,04 | 16,4  | 1,7  | 33,6  | 2,2  | 39,0  | 2,2 %      | +27 %/an         |
| Déchets renouv.                                                                                        | 0     |      | 0,8   | 0,08 | 1,2   | 0,1  | 1,7   | 0,1 %      | ns               |
| Production EnR                                                                                         | 76,4  | 13,6 | 161,0 | 16,6 | 325,0 | 21,2 | 399,9 | 22,0 %     | +7,8 %/an        |
| * part 2022 : part dans la production totale d'électricité ; ** tma : taux de croissance moyen annuel. |       |      |       |      |       |      |       |            |                  |

L’AIE recommande à l’Inde de porter une attention particulière à son secteur électrique, marqué « par une faible utilisation des centrales à charbon et à gaz et une pénétration croissante des filières renouvelables à production variable ». Dans certains États indiens, la part de ces filières « variables » dans la production d’électricité « est déjà bien supérieure à 15 %, un niveau qui nécessite des politiques spécifiques pour assurer leur bonne intégration dans le système électrique ». L’AIE préconise la création d’un marché de gros de l’électricité compétitif et la création d'outils de flexibilité (stockage, smart grids, etc).
Au 31/07/2018, les installations de production d'électricité à base de technologies renouvelables de l'Inde atteignaient (hors grande hydraulique) une puissance installée de 85,9 GW :
| Technologie             | Puissance installée (MW) |
| Éolien                  | 37 505                   |
| Solaire au sol          | 31 379                   |
| Solaire en toiture      | 2 333                    |
| Mini-hydro              | 4 672                    |
| Biomasse                | 9 861                    |
| Incinérateur de déchets | 140                      |

Les projets d'EnR en Inde sont régulés et promus par le Ministère Fédéral des Énergies Nouvelles et Renouvelables (Ministry of New and Renewable Energy).
En juillet 2021, le conglomérat Reliance Industries de Mukesh Ambani, la plus grosse compagnie pétrolière et gazière indienne, annonce un programme d'investissement de 8,5 milliards d'euros dans les énergies vertes sur trois ans, dont 6,8 milliards d'euros seront consacrés à quatre « giga usines », installées sur plus de 2 000 hectares à Jamnagar, dans l'État du Gujarat : une usine de modules solaires photovoltaïques, une de batteries pour le stockage d'électricité, une de production d'hydrogène vert et une de piles à combustible.

### De la production à la consommation
| en TWh | 1990  | %     | 2000  | %     | 2010  | %     | 2020    | %      | 2022    | % 2022  |
| Production brute | 289,5 | 99,5  | 561,1 | 99,8  | 972,3 | 99,4  | 1 536,8 | 100,0  | 1 814,1 | 100,1 % |
| Importations | 1,4   | 0,5   | 1,5   | 0,3   | 5,6   | 0,6   | 9,5     | 0,6 %  | 7,8     | 0,4 %   |
| Exportations | -0,06 | -0,02 | -0,2  | -0,03 | -0,06 | -0,01 | -9,6    | -0,6 % | -10,3   | -0,6 %  |
| total ressources | 290,8 | 100   | 562,4 | 100   | 977,8 | 100   | 1 536,7 | 100 %  | 1 811,7 | 100 %   |
| Conso propre* | 22,6  | 7,8   | 39,7  | 7,1   | 70,9  | 7,3   | 128,7   | 8,4    | 147,0   | 8,1 %   |
| Pertes | 56,5  | 19,4  | 155,1 | 27,6  | 194,5 | 19,9  | 272,4   | 17,7 % | 279,5   | 15,4 %  |
| Consommation finale | 211,8 | 72,8  | 367,6 | 65,4  | 717,8 | 73,4  | 1 164,0 | 75,7   | 1 398,6 | 77,2 %  |
| * consommation propre du secteur énergétique et consommation des STEP (stations de transfert d'énergie par pompage) pour le pompage.. |       |       |       |       |       |       |         |        |         |         |

On remarque le taux de pertes très élevé, mais en baisse.

### Consommation d'électricité
La consommation brute d'électricité par habitant s'élevait en 2022 à 1 081 kWh, multipliée par quatre depuis 1990, mais encore inférieure de 68 % à la moyenne mondiale (3 427 kWh), de 84 % à celle de la France (6 638 kWh) et de 92 % à celle des États-Unis (12 986 kWh).
L’AIE souligne que « des progrès impressionnants » ont été réalisés en Inde ces dernières années pour améliorer l’accès à l’électricité : entre 2000 et 2019, près de 750 millions de nouvelles personnes ont ainsi obtenu un accès à l’électricité dans le pays.

#### Consommations par secteur
| en TWh       | 1990  | %    | 2000  | %    | 2010  | %    | 2020    | %     | 2022    | % 2022 | % var.2022 /1990 |
| Industrie    | 105,6 | 49,9 | 158,4 | 43,1 | 320,0 | 44,6 | 504,9   | 43,4  | 590,2   | 42,2 % | +401 %           |
| Transport    | 4,1   | 1,9  | 8,2   | 2,2  | 13,3  | 1,9  | 14,7    | 1,3   | 25,0    | 1,8 %  | +382 %           |
| Résidentiel  | 32,0  | 15,1 | 75,7  | 20,6 | 157,3 | 21,9 | 310,0   | 26,6  | 362,0   | 25,9 % | +855 %           |
| Tertiaire    | 11,2  | 5,3  | 22,6  | 6,1  | 65,9  | 9,2  | 66,2    | 5,7   | 105,1   | 7,5 %  | +607 %           |
| Agriculture  | 50,3  | 23,8 | 84,7  | 23,0 | 126,4 | 17,6 | 221,3   | 19,0  | 240,8   | 17,2 % | +355 %           |
| Non spécifié | 8,6   | 4,0  | 17,9  | 4,9  | 35,0  | 4,9  | 46,9    | 4,0   | 75,5    | 5,4 %  | +415 %           |
| TOTAL        | 211,8 | 100  | 367,6 | 100  | 717,8 | 100  | 1 164,0 | 100 % | 1 398,6 | 100 %  | +560 %           |

#### Mobilité électrique
Amazon annonce le déploiement de 10 000 rickshaws électriques en Inde d’ici 2025 ; ils débuteront dès cette année leurs tournées de livraisons dans une vingtaine de villes, dont Delhi City, Bangalore, Hyderabad, Ahmedabad, Pune, Nagpur et Coimbatore. Cette annonce s'inscrit dans la politique de développement de la mobilité électrique lancée par le gouvernement indien, dont un des actes majeurs est de mailler actuellement le pays en infrastructures de recharge.

## Hydrogène vert
En juin 2022, le conglomérat Adani et son partenaire TotalEnergies annoncent la création d'une coentreprise spécialisée dans la production d'hydrogène vert, produit à partir d'électricité renouvelable, Adani en détenant 75 % et TotalEnergies 25 %. Ils vont investir 5 milliards $ (4,8 milliards €) dans la première phase du projet, qui prévoit des électrolyseurs de 2 GW, alimentés par un parc solaire et éolien de 4 GW. Dans un premier temps, l'hydrogène servira à produire de l'urée, un engrais azoté massivement utilisé dans l'agriculture, à hauteur de 1,3 Mt par an. L'Inde pourra ainsi réduire ses importations d'engrais issus des hydrocarbures. Le pays consomme 32 Mt d'urée par an, dont 10 Mt sont importés. À l'horizon de 2030, Adani et TotalEnergies annoncent une production d'hydrogène vert de 1 Mt par an, grâce à des capacités d'électricité renouvelable de 30 GW. Adani évoque des investissements de 50 milliards $ au cours des dix prochaines années, pour devenir « le plus grand producteur d'hydrogène vert au monde ». Selon les analystes de Citi, l'hydrogène produit par les deux partenaires en Inde devrait être « très compétitif », son coût de production étant estimé à 3,2 $/kg.

## Impact environnemental

### Émissions de gaz à effet de serre

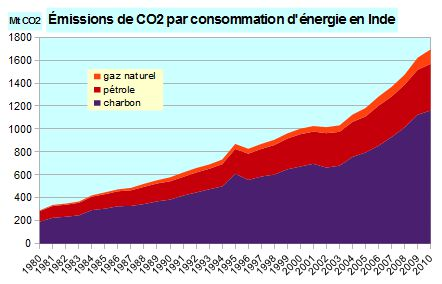
Émissions de par consommation d'énergie en Inde
source : EIA

L'Inde occupe en 2022 le troisième rang mondial pour les émissions de gaz à effet de serre (GHG) liées à l'énergie, avec 2 748 Mt d'équivalent CO2, soit 7,2 % du total mondial (38 371 Mt), derrière la Chine : 11 410 Mt (29,7 %) et les États-Unis : 5 102 Mt (13,3 %) ; les émissions de l'Union européenne sont de 2 607 Mt (6,8 %).
|                                                       | 1971  | 1990  | 2022    | var. 2022/1971 | var. 2022/1990 | var.Monde 2022/1990 | part en 2022 |
| Émissions GHG liées à l'énergie                       | 255   | 689   | 2 748   | +978 %         | +299 %         | +60 %               |              |
| Émissions GHG par combustion de combustibles fossiles | 244,9 | 630,3 | 2 651,9 | +983 %         | +321 %         | +63,9 %             | 100 %        |
| dont charbon                                          | 128,3 | 367,8 | 1 825,8 | +1323 %        | +396 %         | +82 %               | 68,8 %       |
| dont pétrole                                          | 52,2  | 153,0 | 616,3   | +1081 %        | +303 %         | +32 %               | 23,2 %       |
| dont gaz naturel                                      | 1,0   | 14,2  | 90,5    | x90,5          | +537 %         | +103 %              | 3,4 %        |
| Source : Agence internationale de l'énergie           |       |       |         |                |                |                     |              |

#### Émissions deCO2liées à la consommation d'énergie
L'Inde se classe au 3e rang mondial pour les émissions de CO2 dues à la combustion, qui ont atteint 2 517 Mt en 2022 sur un total mondial de 34 117 Mt, soit 7,4 % du total mondial, derrière la Chine (10 644 Mt, 31,2 %) et les États-Unis (4 608 Mt, 13,5 %). En 2024, selon l'Energy Institute, elles atteignent 2 953 Mt, en hausse de 4,1 % en 2024 et de 44 % depuis 2014, soit 8,3 % du total mondial, derrière la Chine (31,7 %) et les États-Unis (13,0 %).
Néanmoins, ses émissions de CO2 liées à l'énergie par habitant s'élevaient en 2022 à 1,78 t, inférieures de 59 % à la moyenne mondiale : 4,29 t CO2/hab, de 57 % aux émissions de la France : 4,13 t, de 76 % à celles de la Chine : 7,50 t, et de 87 % à celles des États-Unis : 13,81 t.
|                            | 1971 | 1990 | 2022 | var. 2022/1971 | var. 2022/1990 | var.Monde 2022/1990 |
| Émissions/habitant (t CO2) | 0,32 | 0,61 | 1,78 | +456 %         | +192 %         | +10,6 %             |

| | Émissions 2022      | part du secteur | Émissions/habitant | Émiss./hab. UE-27 |
| Secteur | Millions tonnes CO2 | %               | tonnes CO2/hab.    | tonnes CO2/hab.   |
| Secteur énergie hors élec. | 67,5                | 2,7 %           | 0,05               | 0,37              |
| Industrie et construction | 1 164,8             | 46,3 %          | 0,82               | 1,42              |
| Transport | 347,4               | 13,8 %          | 0,25               | 1,78              |
| dont transport routier | 298,2               | 11,8 %          | 0,21               | 1,66              |
| Résidentiel | 440,8               | 17,5 %          | 0,31               | 1,14              |
| Tertiaire | 134,2               | 5,3 %           | 0,09               | 0,73              |
| Total | 2 517               | 100 %           | 1,78               | 5,61              |
| Source : Agence internationale de l'énergie * après ré-allocation des émissions de la production d'électricité et de chaleur aux secteurs de consommation. |                     |                 |                    |                   |

On remarque la faiblesse des émissions indiennes dans tous les secteurs et le poids prépondérant de l'industrie : 46,3 % (contre 25 % dans l'Union européenne, mais 58 % en Chine).
La contribution de l'Inde à l'effort mondial de lutte contre le dérèglement climatique, remise à l'ONU le 1er octobre 2015, ne comporte pas d'engagement de réduction de ses émissions de gaz à effet de serre, qui ont augmenté de 67 % entre 1990 et 2012, mais seulement un engagement de réduction de son « intensité carbone » (taux d'émissions de CO2 par unité de PIB) de 33 à 35 % en 2030 par rapport au niveau de 2005. L'Inde s'engage également à porter à 40 % en 2030 la part des énergies renouvelables ; la production solaire en particulier serait multipliée par trente, à 100 000 MW en 2022. Mais la part du charbon dans la production d'électricité sera encore de 40 % en 2022.

## Politique énergétique
L'Inde est le troisième émetteur de CO2 au monde, derrière la Chine et les États-Unis, principalement à cause d’une énorme dépendance envers le charbon, source des deux tiers de l’électricité produite par des centrales anciennes et polluantes. Mais un Indien émet seulement 1,7 tonne de CO2 par an, soit dix fois moins qu’un Américain, quatre fois moins qu’un Chinois et trois fois moins qu’un Terrien moyen. Cela est principalement dû au fait que 300 millions d’habitants ne sont pas connectés au réseau électrique. La priorité de l'Inde est de faire profiter cette population rurale des retombées de la croissance (environ 7 % par an). Dans sa contribution à la COP21, le gouvernement ne s’est pas engagé à réduire ses émissions de manière absolue, mais relative : d’ici à 2030, chaque point de croissance devra être obtenu avec 35 % en moins de CO2 rejeté dans l’atmosphère. La demande en charbon devrait doubler d’ici à 2035, alors que l’Inde est déjà le troisième consommateur mondial. Le pays projette cependant une ambitieuse révolution solaire visant à multiplier par 25 les capacités de production photovoltaïque d’ici à 2030 ; avec l’éolien, l’hydraulique et la biomasse, 40 % de l’électricité serait alors produite de manière renouvelable. Les observateurs estiment cette ambition difficile à tenir : le solaire sur les toits, principal levier, est encore naissant et mal organisé, et l’expansion du photovoltaïque au sol nécessite l’achat de terres, ce qui est difficile dans un pays agricole et densément peuplé.
Le gouvernement indien a annoncé en mars 2015 d’ambitieux objectifs de déploiement d’énergies renouvelables, visant un total de 150 GW de capacité installée d’ici à 2022. En 2014, avec 34 GW installés, les énergies renouvelables fournissent 6,5 % de l’électricité du pays. Le solaire se taille la part du lion, avec un objectif de 100 GW, alors que seuls 3 GW sont actuellement exploités. L’éolien devra atteindre 60 GW en 2022, contre 22 465 MW installés fin 2014. Biomasse (10 GW) et petite hydraulique (5 GW) complèteront le dispositif. Pour financer ces déploiements, qui apparaissent difficilement atteignables, le gouvernement a notamment annoncé le doublement, pour la deuxième année consécutive, de la taxe sur le charbon.
Le premier ministre Narendra Modi élu en mai 2014 est un fervent partisan des énergies renouvelables, qu'il avait promues lorsqu'il était premier ministre du Gujarat, au point que cet État rassemblait plus du tiers de la capacité installée solaire de l'Inde à la fin 2013. Le ministre indien de l'Énergie a déclaré début octobre 2014 au journal britannique The Guardian que son gouvernement s'engage à donner accès à l'électricité à chaque foyer indien d'ici à 5 ans (au moins une ampoule électrique par foyer), et à supprimer l'usage des générateurs au diesel, alors qu'actuellement plus de 300 millions indiens ne sont pas reliés au réseau électrique. Pour cela, l'objectif de 20 GWc solaires installés en 2020 fixé par le gouvernement précédent sera largement dépassé, le nouveau gouvernement envisageant de passer rapidement à un rythme de 10 GWc solaires installés par an, plus 6 à 8 GW/an d'éolien. Les analystes de Bloomberg Energy Finance prévoient que l'Inde pourrait compter plus de 200 GWc de photovoltaïque installés en 2030, presque autant que la capacité actuelle des centrales à charbon et estiment que, dès 2020, l'électricité des centrales solaires pourrait coûter moins cher que celle des centrales à charbon. Le gouvernement Modi a doublé la taxe sur le charbon et propose des aides pour fermer les centrales à charbon de plus de 25 ans. Cependant, le ministre ne cache pas que la production électrique issue du charbon continuera néanmoins à croître pour répondre à la double exigence d'amener l'électricité à tous les Indiens tout en répondant aux besoins d'une économie en plein développement.
L'État indien a vendu en Bourse, le 30 janvier 2015, 10 % du capital de Coal India pour 3,2 milliards d'euros, le plus gros appel au marché jamais effectué à la Bourse de Bombay ; l'État conserve près de 80 % du capital ; il prépare la cession de 5 % du grand groupe pétrolier et gazier ONGC pour environ 2,5 milliards de dollars.
Lors de la COP26, le Premier ministre indien Narendra Modi annonce vouloir atteindre la neutralité carbone d'ici à 2070, baisser d'un milliard de tonnes les rejets de gaz à effet de serre (GES) et tripler la production d'électricité issue des énergies renouvelables d'ici à 2030. Les grands industriels indiens contribuent à ces objectifs : Gautam Adani, annonce que son groupe investira 70 milliards $ dans les énergies renouvelables d'ici à 2030, et Mukesh Ambani, à la tête du conglomérat Reliance, compte investir 80 milliards $ dans le secteur.
Lors de la COP 28 en décembre 2023, les ministres indiens présents refusent de s'engager à réduire la consommation de charbon de leur pays. Selon Promit Mookherjee, expert climat à l'Observer Research Foundation (ORF), « ceux qui poussent cette mesure n'ont rien à y perdre. Contrairement à l'Inde ». Le ministre indien de l'énergie a évoqué début novembre l'ajout de 30 GW de capacité supplémentaire de centrales à charbon, en plus des 50 GW de capacité de production en cours de construction.